# 半分、青い。
『半分、青い。』（はんぶん、あおい。）は、2018年度前期放送のNHK「連続テレビ小説」第98作で、2018年（平成30年）4月2日から9月29日まで放送されたテレビドラマ。

## 企画・制作
2017年（平成29年）2月22日に制作発表され、脚本は北川悦吏子の書き下ろしによるオリジナルストーリー。本作の企画は5年ほど前に遡る。勝田夏子プロデューサーは、平成が終わろうとしているこの時期に、トレンディドラマの女王とも呼ばれた北川にバブル期を描いてもらおうと考えたともいう。
北川の故郷である岐阜県と東京を舞台に、大阪万博の翌年の1971年生まれの迂闊だが失敗を恐れない主人公・楡野鈴愛（にれの すずめ）が、病気による左耳の失聴を乗り越え、高度成長期の終わりから現代までを駆け抜け、やがて一大発明を成し遂げるまでの約40年に渡る物語を描く。主人公を胎児期から登場させるのは、連続テレビ小説では初。幼少期が近年の朝ドラとしては珍しく2週にわたって放送され、さらに障害のある人物を主人公とする作品も今作が初となる。
タイトル『半分、青い。』は、第12回で小学3年時の鈴愛が遠足当日に、雨が止んだ空を見上げて言った台詞でもある。なお、句点（句読点）で終わるのは朝ドラ史上初。
ヒロインは、東京制作としては2016年（平成28年）度上半期の『とと姉ちゃん』の高畑充希以来2年ぶりにオーディションで決定することが発表され、参加者2,366人（2017年10月1日時点で18歳以上という条件）から、初めてオーディションに参加して選ばれた永野芽郁で、6月19日に本人に知らされ、翌20日に発表された。この際、前作『わろてんか』のヒロインで永野の事務所の先輩である葵わかなが祝福のツイートを投稿している。
8月22日には、「岐阜・故郷 編」の主な出演者が発表された。
北川悦吏子は『あさイチ』のMC陣のドラマの感想を述べる「ドラマ受け」に対して、逆にドラマ本編から『あさイチ』につながる「ドラマ渡し」を脚本に書くことを考えたが、ドラマ本編の次の番組が『あさイチ』以外（NHK総合の昼放送やBS放送）もあるため、NHK担当者から止められた旨を、博多華丸との対談において明かした。
2017年（平成29年）10月23日、岐阜県東濃地方でクランクインし、主演の永野は11月から恵那市岩村町で撮影を開始し、同月10日から14日に同地でロケ取材会が行われた。11月24日に「岐阜・故郷 編」の、その他の出演者が発表された。
2018年（平成30年）1月10日に「東京・胸騒ぎ 編」の、主な出演者が発表された。
3月8日、森本千絵がアートディレクション、レスリー・キーが撮影したメインポスターがお披露目される。3月9日、第1週完成試写会が行われた。4月7日、キャストポスターを完成発表。
4月27日、「人生・怒涛 編」の、主な出演者が発表された。
7月9日、最終回の初稿が完成（第1話を書き始めたのは2017年の元旦）。
7月19日、作品終盤の、主な出演者が発表された。
7月30日、完全脱稿したことを北川が発表。執筆中に2度の入院をしたこと、北川から直接依頼を受ける形で、友人で朝ドラ執筆経験が3度ある脚本家の岡田惠和が代打を約束して備えていたことも、明かした。
8月17日、クランクアップ。「ネタバレを防ぐ」などを理由に、異例のメディア非公開となった。
9月20日、秋からの朝ドラ『まんぷく』へのヒロインバトンタッチセレモニーがNHK大阪放送局で行われた。
作中には登場人物である漫画家の作品として、実在の漫画家であるくらもちふさこの作品『いつもポケットにショパン』『東京のカサノバ』『チープスリル』『A-Girl』『海の天辺』などが登場する（ただし、作中ではくらもち名義ではなく「秋風羽織」名義となる）。
ロケ地となる恵那市と中津川市を通る明知鉄道は、永野芽郁の写真が描かれたラッピング列車を2018年4月から放送が終了する9月末まで運行した。

## ロケ地

### 岐阜県
多治見市
中央クリニック - 鈴愛と律が誕生する岡田医院外観
恵那市
岩村城下町(西町一丁目商店街)-ふくろう商店街の街並み
やすだや洋品店 - 菜生の実家である、おしゃれ木田原の外観
岩村河川公園 - 小学生時の鈴愛が最初に耳の異変を感じた、飛び石のある川
中津川市
落合の棚田 - 家族で廉子の墓参りに行く場面、第132回
郡上市
大和ふれあいの家（旧郡上市立大和北小学校東弥分校） - 鈴愛たちが通う東美濃市立ふくろう小学校
可児市
岐阜県立可児高等学校 - 鈴愛たちが通う岐阜県立朝露高等学校の中庭、体育館
美濃加茂市
岐阜県立加茂高等学校 - 鈴愛たちが通う岐阜県立朝露高等学校の弓道場、中庭、渡り廊下、部室棟など
土岐市
岐阜県立土岐商業高等学校 - 鈴愛たちが通う岐阜県立朝露高等学校の外観など
瑞浪市
万尺公園 - 鈴愛が小林と出会ったバス停
土岐川のつり橋 - 鈴愛が美術部員らと進路を語り合ったり、独りで秋風羽織作品を読んだ吊橋

### 愛知県
江南市
木曽川の川岸 - 鈴愛と律が頻繁に訪れる川岸
犬山市
博物館明治村 - 鈴愛の初めてのデート先

### 東京都
羽村市
弓道場 - 律が通う西北大学の弓道場
府中市
東京農工大学農学部東屋 - 律が通う西北大学キャンパス
世田谷区
世田谷ものづくり学校 - なんでも作るよオフィス
江戸川区
新川 - 鈴愛が五平餅の屋台車を引く河川敷

### 千葉県
印西市
印西温水センター前道路 - 鈴愛、裕子、ボクテの3人が乗る、引越しトラックが通った道路
船橋市
ふなばし三番瀬海浜公園 - 鈴愛が1999年の引っ越し途中にボクテ・裕子と立ち寄り、2011年の東日本大震災後には鈴愛が一人で訪れた公園

### ロケ地ギャラリー

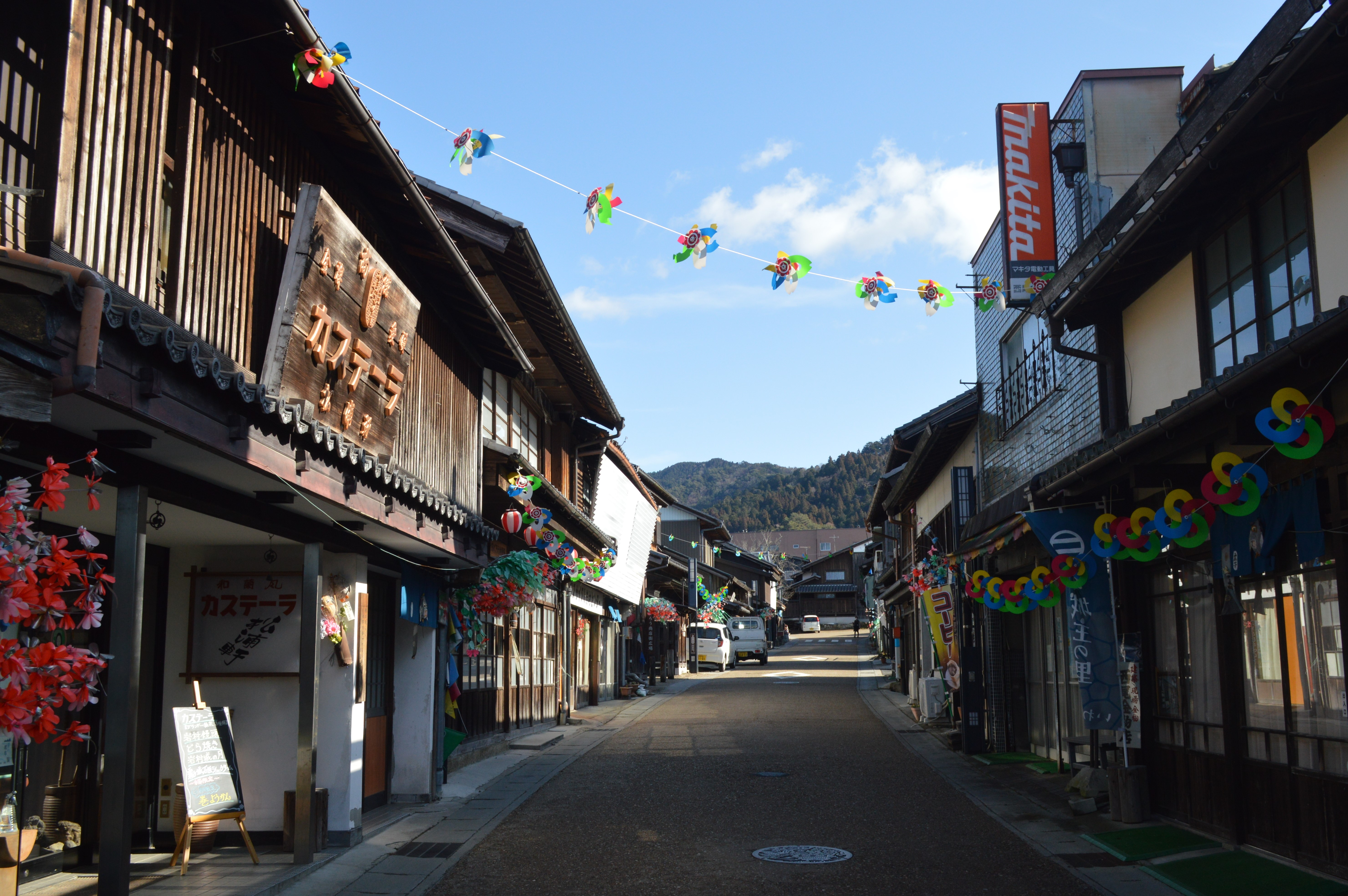
岩村町本通り（恵那市）ふくろう商店街ロケ地[49]。
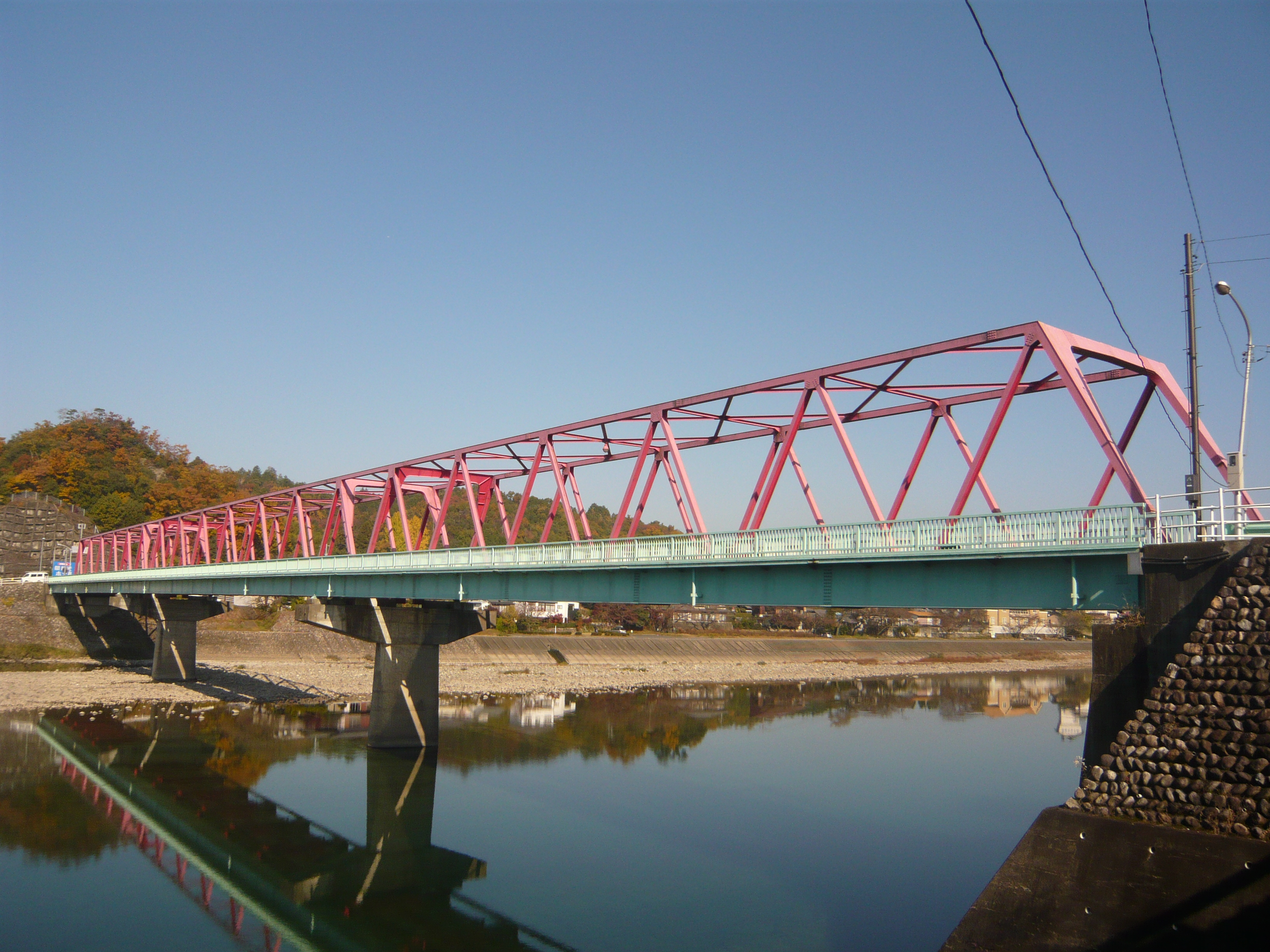
鮎之瀬橋（関市）鈴愛、律、ブッチャー、菜生の4人が糸電話実験をする際に渡った橋[32]。
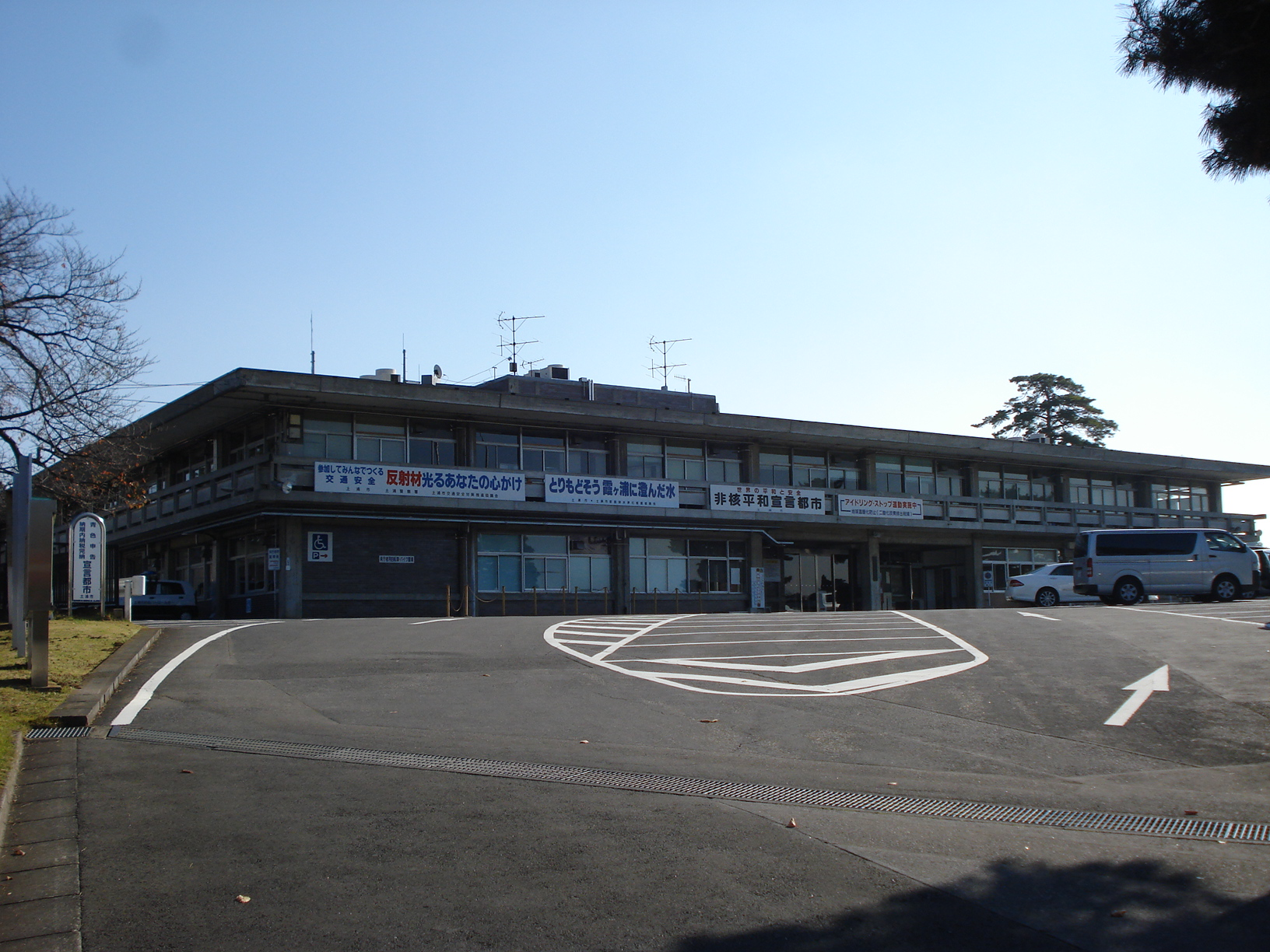
旧土浦市役所本庁舎（土浦市）岐阜のバスターミナル[50]。
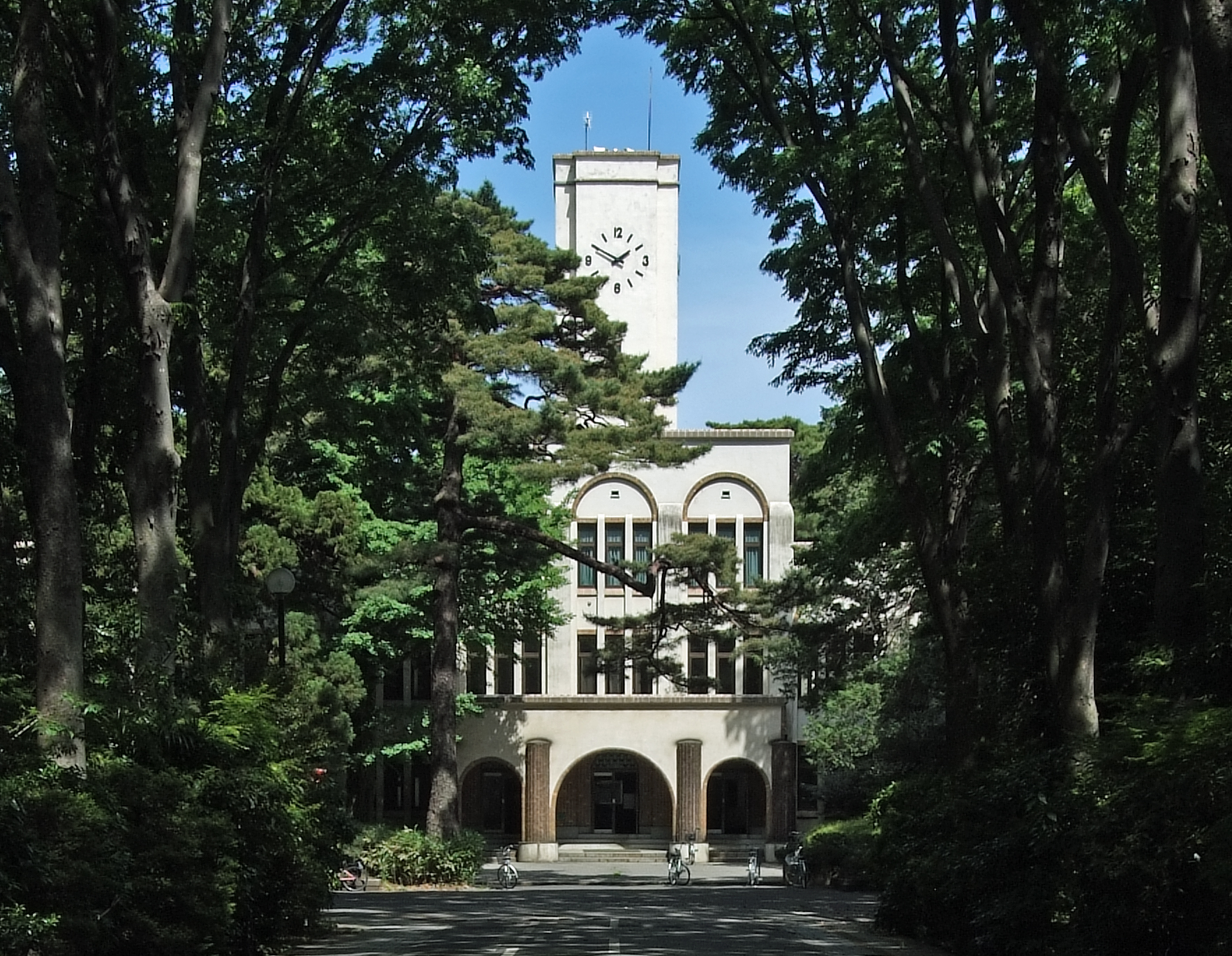
東京農工大学農学部本館（府中市）律が通う西北大学[44]。
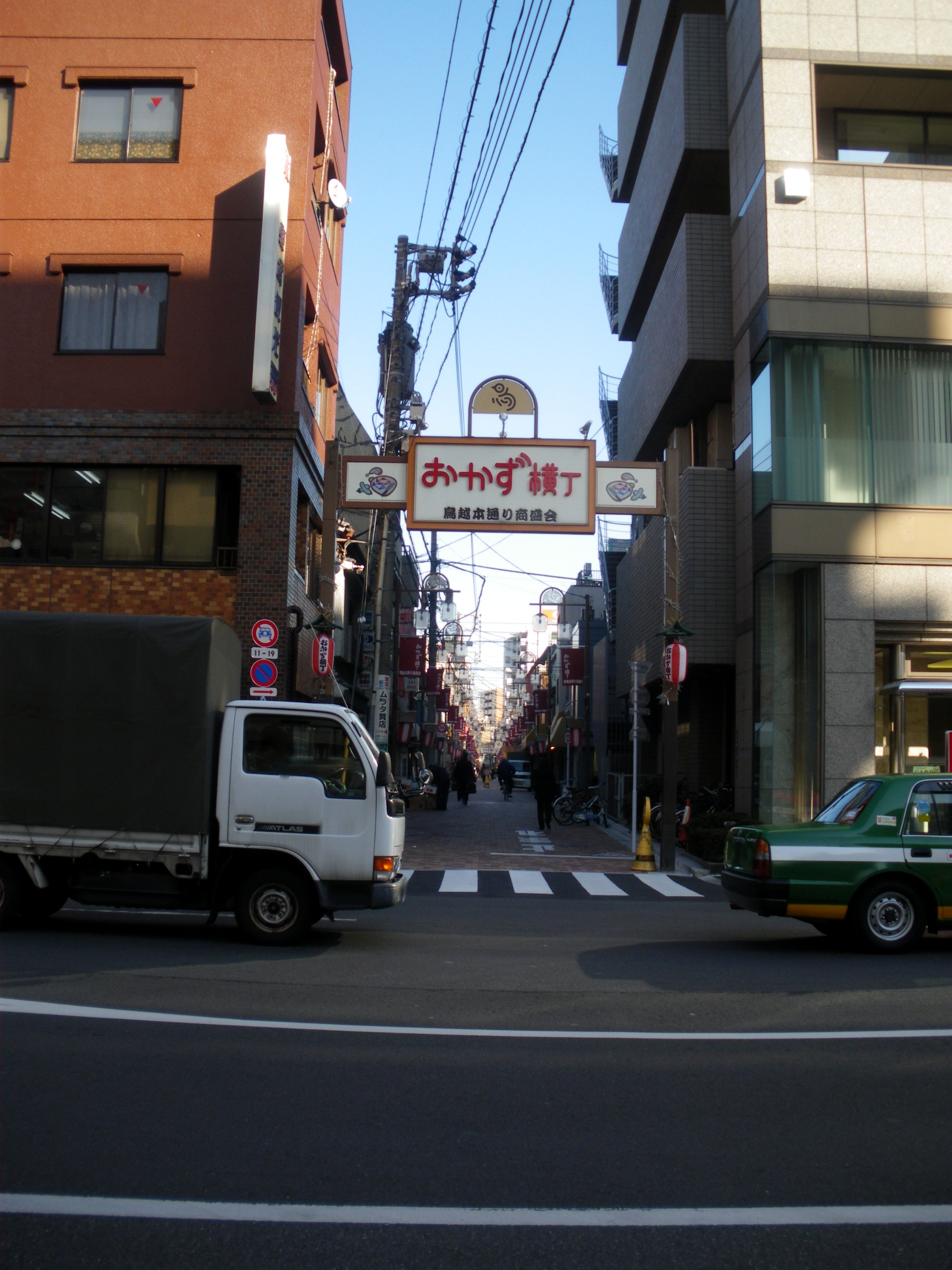
おかず横丁（台東区）オフィス・ティンカーベル近くの商店街[51][52]。
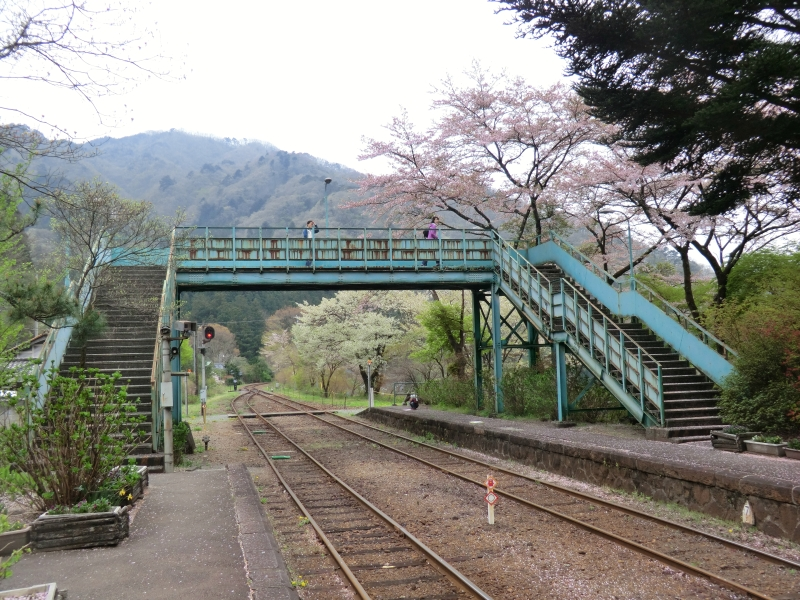
わたらせ渓谷鐵道・沢入駅（みどり市）夏虫駅[53][54]。

## あらすじ
NHKが「岐阜・故郷編」「東京・胸騒ぎ編」「人生・怒涛編」「戻りました！岐阜編」「再起奮闘編」と発表していることに準じる。

### 岐阜・故郷編（第1週 - 第6週）
1971年（昭和46年）7月7日、岐阜県東美濃地方の山奥、名古屋へ電車で往復約5時間の場所にある東美濃市梟町の、ふくろう商店街で食堂を営む楡野宇太郎の妻晴が、難産の末に長女・鈴愛を出産する。鈴愛は、同日同病院で一足先に生まれた萩尾家の長男・律と出会う。9年後の1980年（昭和55年）、小学3年生になった鈴愛は、勉強は苦手だが絵を描くことが得意な明るい少女に成長した。物理好きで友達の少ない律とは性格が反対ながらも大の仲良しになっていた。しかし平穏な日常の中、鈴愛は突然左耳の不調を訴え両親とともに大学病院へ行ったところムンプス難聴と判明し、医者からは「もう二度と治らない」と宣告される。不安を感じながらも家族のためを思い涙を堪え、律の前でだけ号泣した鈴愛だったが、やがて気持ちを切り替え、律や家族の思いやりに支えられながら難聴独特の感覚すら楽しむように成長していく。
数年後、鈴愛と律は地元の朝露高校に進学した。同じく幼馴染の西園寺龍之介（ブッチャー）と木田原菜生も交え、高校生活を謳歌していた。1989年（平成元年）、仲間は受験勉強で遊べず、寂しい高校最後の夏休みを送る鈴愛は、律から貸し出された秋風羽織作品の少女漫画に夢中になり、二学期に入り就職内定後、秋風作品の影響と律の勧めで初めて漫画を描きあげる。そして秋風のトークショーに行った際に秋風本人に漫画の原稿を見せ、弟子入りの誘いを受けたことを機に、就職せず東京の秋風の元で漫画家を目指す決意をする。当初は反対していた両親からも、紆余曲折を経て進路を認められ、高校卒業後の1990年（平成2年）春、鈴愛は東京へと旅立っていく。一方京都大学進学を志望していた律は、手違いで鈴愛に受験票が渡ったことがセンター試験当日の朝に判明し受験を断念。東京の私立大学である西北大学に進学し、母・和子たちの策略により鈴愛の転居先近くに住むこととなる。

### 東京・胸騒ぎ編（第6週 - 第14週）
東京・港区の秋風の自宅兼事務所「オフィス・ティンカーベル」で働き出した鈴愛だったが、「メシアシ」と呼ばれる賄いと雑用でペンすら持たせてもらえない日々が続く。ある日、自身への不当な扱いを巡り秋風と口論となった鈴愛は、原稿にカケアミを描く課題を与えられ、出来次第で正式にアシスタントになれるチャンスをもらう。先輩アシスタントの藤堂誠（ボクテ）に技法を教わった鈴愛は、努力を重ねて習得。秋風の秘書・菱本若菜や先輩アシスタントの小宮裕子らも、そんな鈴愛の性格を知るにつれ、協力的に変わっていく。一時は秋風のネームを破棄した疑いで解雇された鈴愛だったが、冤罪と判明し、秋風から謝罪されるとともに、カケアミの出来も認められる。
そして鈴愛は秋風の原稿のアシスタントをしながらハードな指導を受ける日々を送るなか、律の友人・朝井正人から優しく前向きな言葉をかけられ恋をする。一方、律はロボット工学に興味を持ち、大学教授・宇佐川乙郎の研究室に所属。高校時代の初恋相手である伊藤清と大学内で偶然再会し、やがて交際を始める。
6月の終わりに正人に振られ酷く落ち込んだ鈴愛は、律の慰めと、裕子とボクテの気晴らしで元気を取り戻す。そして迎えた19歳の誕生日、律との仲を嫉妬し憤慨する清と衝突した鈴愛は律を独占する発言をして火に油を注ぐ。これを機に律と距離を置くこととなった鈴愛は、秋風から律との悲恋を漫画に描くよう命じられ、傷心に堪えながら執筆に集中する。鈴愛の様子にボクテと裕子も影響され精進し、1992年（平成4年）春、裕子がプロデビュー。初夏、ボクテは鈴愛に譲ってもらったネームを使用し、秋風の義理を裏切る形でプロデビューをした結果、破門される。そして鈴愛は、ボクテが辞退した少女漫画雑誌の新人賞を繰り上がりで受賞し、プロデビューが決定。鈴愛は月刊少女漫画誌へ、裕子は週刊青年漫画誌へそれぞれ連載が決まる。
1995年（平成7年）、鈴愛はアシスタント2人雇い連載を続けコミックは4巻発行される。一方裕子は、人気の下降により編集者から連載打ち切りを言い渡され、スランプに陥り執筆の情熱を失った末、結婚し漫画家を引退する。同年9月17日、誕生時に世話になった医師・キミカ先生の還暦パーティーを諸事情で欠席を決めた鈴愛だったが、気が変わって終了後の会場に駆けつけ、キミカ先生の話から、京大大学院に進学した律がロボットの学会で受賞し、5年前に鈴愛が七夕の短冊に書いた願いを叶えたことを知る。京都に帰る律を追いかけ、数年ぶりの再会を果たした鈴愛は、律から大手企業である「菱松電機」への就職の報告とプロポーズされるも、漫画家として成功してから結婚したいと考え「無理」とだけ答える。
1999年（平成11年）春、既に連載が打ち切られ仕事を失った鈴愛は、秋風のアシスタントと引っ越し屋のアルバイトをする日々を送っていた。秋風は晴の懇願を受け、鈴愛に対して帰郷と見合いを促そうとするが、鈴愛の執筆への情熱を察し、一肌脱いで鈴愛に挿絵と漫画の仕事を斡旋する。しかし漫画のネームが進まずスランプに陥るなか、律の結婚を知り居た堪れなくなった鈴愛は、仕事を放棄し大阪の律の新居に行くが、妻のより子の姿を見た途端に途方に暮れ、早々に引き上げる。東京に戻った鈴愛は、相変わらずネームは浮かばず、精神的なショックも加わり混乱する。秋風のアドバイスで初心に返り、高校時代に描いた漫画のようにネーム無しで執筆し、ボクテと裕子にも手伝ってもらうが、やはり筆は途中で進まなくなったまま、入稿締め切り当日を迎える。秋風があらかじめ用意していた鈴愛原案・秋風作画の原稿を代替に入稿してことなきを得るが、才能の限界を悟り漫画を描くことが苦痛になった鈴愛は、漫画家を辞める決心をし、秋風の元を去っていく。

### 人生・怒涛編（第14週 - 第18週）
1999年秋、両親には漫画家を辞めたことを告げず、侘しいアパートに転居し100円ショップチェーン店「大納言」でアルバイトを始めた鈴愛は、28歳という年齢を気にかけ、倹しい生活を抜け出したい思いもあり婚活を始める。そんななか「大納言」に美青年の映画助監督・森山涼次が臨時アルバイトに加わる。そして鈴愛と涼次は共に惹かれ合っていき、出会ってから6日目で結婚を決める。楡野家の人々からも涼次は受け入れられ、周囲の祝福の元、2000年（平成12年）春に結婚式を挙げた二人であったが、涼次が師事する映画監督・元住吉祥平が撮影中の新作映画のスポンサーが降板し、涼次は独断で結婚資金をつぎ込む。そのため、大納言のオーナーである涼次の叔母たちが住む藤村家の倉庫部屋を間借りし、新婚生活を始める。ある日、鈴愛は涼次の叔母・藤村光江から社長兼店長への昇格と100円ショップの独立経営を提案されるが、夢に向かう涼次を支えたいために辞退する。
そんな鈴愛の思いを知った涼次は、映画監督デビューを目標に一念発起し、ベストセラー作家・佐野弓子の小説を原作にした脚本を書き始める。2年の歳月を経て脚本は完成するが、映画監督のチャンスは新作映画の失敗で困窮していた祥平に横取りされる。涼次は心が壊れ、荒んだ生活を送るようになるが、鈴愛の妊娠を機に立ち直り、家族のために映画の仕事から身を引く。2002年（平成14年）12月23日、鈴愛は長女・花野を出産。一方、密かに祥平と連絡を取り続けていた涼次は、2003年（平成15年）に弓子から脚本執筆を依頼され気持ちが揺らぐ。そして2007年（平成19年）、家族に内緒で脚本を書き上げ映画監督デビューが具体化した涼次は、安定した家庭を捨てて夢に賭けることを決め、鈴愛に突然別れを切り出し家出する。鈴愛は当初は混乱するも、涼次の揺るがぬ決意に折れ離婚を受諾。上京以来初めて帰郷したいと思い、2008年（平成20年）春、花野とともに藤村宅を後にする。

### 戻りました！岐阜編（第19週 - 第22週）
突然の帰郷と離婚報告をしたために実家から困惑された鈴愛だったが、結婚し地元で暮らし続けるブッチャーと菜生、病状が思わしくない和子のために単身で実家に戻った律らの変わらぬ様子に安堵する。実家は様変わりして居場所がなく、晴からの催促で仕事を探す鈴愛は、ボクテと一緒に遊びに来た裕子の言葉に触発されて起業を決意。繁盛する家業の2号店として、祖父・仙吉が作る五平餅をメインとしたカフェの開業を思い付く。夫婦慰安海外旅行の貯蓄を開店資金のあてにされた晴はへそを曲げるが、和子のアドバイスで協力に転じる。老齢で店に立てない仙吉は鈴愛に五平餅の作り方を伝授。特訓の末に鈴愛が習得したのを見届けた後、2号店開店に期待しながら自宅で眠るように他界する。
開店準備は着々と進み、店名は、仙吉が生前密かに考えた「センキチカフェ」に決定。鈴愛は衰弱が進む和子にやり甲斐を持ってもらおうと、店のマスコットキャラクター「岐阜犬」の声として客の話し相手の仕事を依頼する。「センキチカフェ」は6月の開店当初から賑わい経営は順調。また「岐阜犬」も相談の列が出来るほどの人気となり和子の容体も一時は快方に向かうが、仕事中に発作で倒れ、律が感謝の気持ちを伝えた8日後に死去する。同時期、従業員の健人はブッチャーの姉・ 麗子と婚約。麗子もセンキチカフェで働き始め、鈴愛は居づらさを感じるようになっていく。そんななか9月、企画会社「ヒットエンドラン」の社長・津曲雅彦に「岐阜犬」商品化のライセンス契約を依頼される。折しも花野のフィギュアスケート選手の夢を叶えたいと模索していた鈴愛は、神宮スケート場の近くに事務所を構える「ヒットエンドラン」への就職を条件に承諾。「センキチカフェ」を健人に託し、再び上京を決める。
一方、大阪への帰宅と復職を予定していた律は、上司からスタンフォードへの転勤を打診される。より子は出世欲から賛成するも、息子・翼の生活環境の変化を懸念し律は気乗りしなかったが、和子の遺書を読み、すれ違いが生じていたより子との夫婦仲を再構築しようと考えを変え、渡米を決意する。

### 再起奮闘編（第23週 - 第26週）
結局夫婦関係は修復出来ずに離婚した律は、2010年（平成22年）に帰国。ロボット事業の下火により東京本社に配属され、高層ビルの中で息苦しさを感じながら管理職として働いていた。同年の夏、正人の紹介で杉並区風の谷に転居した律は、「ヒットエンドラン」が倒産してひとりメーカー「株式会社ふぎょぎょ」を始めるもうまく行かずに五平餅の移動販売をしていた鈴愛と偶然再会。正人と花野も交えて交流が復活する。そんななか、晴が癌に罹患したと知った鈴愛は花野を律と正人に預けて帰省。同日、「株式会社ふぎょぎょ」が入るシェアオフィスの祭りに花野の付き添いで出向いた律は、そこで学生時代のロボット開発の同志と再会したことや理想の環境であることから、シェアオフィスでのひとりメーカーに興味を持つ。当初は反対した鈴愛も律の考えを容認し、予定している入院生活を憂える晴の話をヒントに、そよ風のような風を発する扇風機の製造を事業内容に決定し、律は「菱松電機」を退職する。そして律が鈴愛や正人の協力を得ながら扇風機開発の実験を進めるなか、晴の容体が急変する。緊急手術で一命をとりとめた晴に対して律は、鈴愛と共に「株式会社スパロウリズム」を立ち上げ、「そよ風の扇風機」を開発していると報告。話を聞き扇風機の完成に期待する晴だったが、5年生存率は50%と医師から告げられる。一方、鈴愛が大納言時代に知った「扇風機の風を壁に当てると柔らかくなる」との知恵で開発が躍進。花野のスケート体験から羽を二重構造に、鈴愛と律が幼い頃に作ったゾートロープの構造からDCモーターを使うことを思い付き、ようやく第一号製品が完成し「そよ風ファン」と命名する。律との発明の傍ら、金融機関に融資の申し込みや製造工場探しに奔走する鈴愛だったが、どこも断られて行き詰まる。そして資金も底をつき負債も抱え、さらに製品も製造コストがかかって高額になったため、収益が見込めずに苦悩する鈴愛と律は、津曲に市場販売の協力を依頼。商品発表の際の映像を、映画監督として成功した涼次に作ってもらおうと考えた鈴愛は、久しぶりに彼と再会し、数年前の身勝手を詫びるとともに感謝を述べる涼次に対して、映画監督成功の祝福の言葉をかける。こうして迎えた2011年（平成23年）3月11日の扇風機の制作発表会、鈴愛がプレゼンをする最中、東日本大震災が発生する。
地震発生から3日後、そよ風ファンのプレゼンは成功し資金は集まるも、震災の影響から量産は困難を極める。一方で、鈴愛は仙台に住む裕子の安否不明を気に病んでいた。そんな中、花野が地震の恐怖で粗相したことでクラスメイトからのいじめに遭っていると知る。花野は、裕子を心配する鈴愛に気兼ねし、自身の考えを相談しようと律を訪ねるも不在。そのため藤村家に行き、涼次との面会を望む。そして涼次との再会を果たした花野を迎えに行った鈴愛は、彼から復縁を持ちかけられるが、律を大事に思う気持ちを自覚した鈴愛は辞退する。その後、裕子の死を知った鈴愛は酷く落ち込み、実家に帰省・静養を経て仙台の裕子の自宅を訪れる。裕子の夫から彼女が生前に扇風機完成を期待していた話を聞いたことや、彼女の携帯電話に残された遺言を聞き励まされた鈴愛は、東京に戻り裕子の分まで生きると決め、気持ちを奮い立たせる。
2011年7月7日、七夕。そよ風ファン販売の目処が立ち、実家で祝賀会の準備をする鈴愛は、そよ風ファンの風を浴びる晴の様子を見て、急遽商品名を「マザー」に変更する。祝賀会を終えて帰路につく律は、鈴愛に誕生日プレゼントとして、彼女から高校時代に所望されて自身が発明した「傘に当たる雨の音が綺麗に聞こえる傘」を贈る。プレゼントに対するお返しが無い旨を話す鈴愛に、律は彼女が書いた「律の傍に居たい」と書いた七夕の短冊を見せる。そして2人は互いの素直な気持ちを確かめ、抱きしめ合う。
数日後、鈴愛が待ちわびていた雨が降る。天気雨の中、律から贈られた傘をさした鈴愛は、一緒に傘の下に入った晴と花野とともに、綺麗に聞こえる雨音を堪能するのであった。

## 登場人物

### 楡野家
岐阜県・東美濃市のふくろう商店街で食堂（鈴愛の誕生時頃までは「楡野食堂」、のちに「つくし食堂」に改名）を営んでいる。2008年6月に、同じ梟町の夕霧高校近くに2号店となる、「センキチカフェ」をオープンした。草太が家業を継いでからは繁盛し、従業員も雇うようになるが、スパロウリズムへの出資は岐阜県人の気質もあり、断った。また仙吉が廉子にプレゼントした梟のブローチは晴、鈴愛に受け継がれ、花野が結婚した時は彼女に受け継がれることになっている。
楡野 鈴愛（にれの すずめ）（一時期森山 鈴愛（もりやま すずめ））
演 - 永野芽郁（幼少期：矢崎由紗）
本作の主人公。胎児期を含め、鈴愛の心情を語る場面は永野芽郁がナレーションを入れている。
1971年（昭和46年）7月7日14時25分、出生時体重2991g、臍の緒が二重に巻きつく難産で、危うく帝王切開になりそうだった。このとき晴は「おなかを切ったら傷が残り水着を着られなくなる」ことを心配した。これを聞いた鈴愛は「私の命より水着が大事なのか？」とナレーションで抗議する。しかしながら結局、自然出産で無事に誕生する。名前は、晴が出産数日後の朝に聞いたスズメの鳴き声を可愛いと思ったことに由来する。幼い頃より、つくし食堂に置いている漫画を読んでいたことから、『マグマ大使』や『あしたのジョー』に詳しい。絵を描くことが得意で家族思いの天真爛漫な性格であるが、周囲から「羽より軽い」と例えられるほど口軽で、驚いたり感動したりすると「ふぎょぎょっ!」と言う癖があり、「株式会社ふぎょぎょ」として自身の社名にもした。この口癖は律や廉子など、周囲の人々も成り行きにつられて出るときがあり、娘の花野にもそのまま遺伝している。「了解致した」のフレーズもよく発する。また、しばしばトラブルを起こし、その度に「やってまった（岐阜弁）」と呟く。
小学3年の秋、流行性耳下腺炎（おたふくかぜ）に不顕感染し、その後遺症でムンプス難聴を急性発症し、左耳の聴力を完全に喪失してしまった。当初、表向きは平静を装い律にのみ涙を見せるが、その後「左耳で小人が踊ってる」と前向きに捉え、雨天の日も「半分雨が降ってて、半分晴れてる」感覚を楽しむなど心情が変化する。
中学生時、自転車乗車中に左後方からの車に気付かず事故に遭う。この経験から自転車に乗ることが苦手となり、岐阜県立朝露高校に進学した後はバスで通学。部活動は美術部に所属する。また、人の話が聞き取りにくい時は、健聴の右耳に「つけ耳」を装着している。
高校3年時には西高校の小林から告白されてデートをするが、相手に幻滅されて失恋。高校卒業後は勉強が苦手なことや家計への配慮から就職を考え、就職活動13社目で地元の農協から内定をもらう。一方、夏休みに律から借りた秋風羽織の漫画に触発されたことと、律の勧めで、初めての少女漫画『カセットテープの恋』を執筆、友人・知人らの好評を得て第2作『神様のメモ』を執筆する。律に誘われて11月に行った秋風のトークショーで秋風と出会い弟子入りを誘われたことをきっかけに、農協の採用を断り漫画家を目指すことを決めて上京する。
上京してほどなく秋風のネームを破棄した疑いで破門され帰郷するが、誤解が解けた上に秋風に技量を認められ秋風塾特待生兼アシスタントに昇格。アシスタント業と漫画の修行に打ち込むなか、正人に恋をするが彼に告白を断られて失恋。さらに清との喧嘩をきっかけに、不本意ながらも律と距離を置くこととなる。以後、『月が屋根に隠れる』（月屋根）を推敲し続けるが行き詰まり、1992年『一瞬に咲け』へ応募作品を変更した結果、その年の少女漫画雑誌の「ガーベラ大賞新人賞」を繰り上がり受賞。「月刊ガーベラ」1992年8月号に楡野スズメ名義で読み切りとして掲載され、好評で連載が始まる。
既に連載は打ち切られていた1999年春、裕子とその息子と横浜中華街に行った際に、『いつか君に会える』のアイデアが浮かぶ。「月刊アミー」の単発読み切りが決まり、雑誌イラストの内職と並行して進めるが、ネーム作りの段階で難航する。同じ頃、晴が持ち込んだ地元での見合い話は別の人に決まった。締切の日に30頁中15頁までしか描けず、構成力の無さを克服できないまま漫画家をやめ、秋風ハウスを去る。丸の内のOLを志望し就職活動するも叶わず、同年秋、アパートで一人暮らしをしながら、とある下町の「100円ショップ大納言」で時給750円（2002年時点では800円）のアルバイトに就く。声やルックスが元々好みだったことや、家に風呂のない生活に疲れたこと、出産年齢の観点などから、出会って6日目の涼次からの求婚を即座に受け入れる。翌2000年春に結婚式を挙げ、藤村家の離れに涼次と住む。2002年末、長女・花野を岡田医院にて里帰り出産。2007年末、映画監督として生きる夢を諦めきれず、家族に迷惑を掛けたくない涼次から突然別れを切り出され、紆余曲折の末、2008年に離婚。同年春、花野を連れ、楡野家に戻る。
地元での職探しに苦戦した結果、人に使われることに抵抗を感じ、さらに仙吉が五平餅を作らなくなったことから、つくし食堂2号店の社長に就く目標を持つ。ずっと絵を封印し続けていたが、仙吉の説得によって犬を花野に鉛筆で描いてあげ、自身が漫画家であったことも明かす。このイラストを立体化させた大型ぬいぐるみの「岐阜犬」を自分で作りあげ、センキチカフェに置く。貴美香から和子にも何か仕事があった方がよいのではないかとの話を聞いたことから、和子に「岐阜犬」の声を担当するように依頼する。パソコンができると偽りつつ津曲の元で事務員に就く機会を得て、スケートを習わせるための花野を連れた再上京を9月に決める。
2009年秋に津曲のオフィスは倒産、「株式会社ふぎょぎょ」を独りで営み、アイデア商品や恋愛指南のDVDなどを開発・発売。並行して五平餅屋台の副業をしていた際に正人と久々の再会。2010年7月時点では、同じ杉並区内で、律の最寄り駅の反対側に位置するアパートに花野と住む。
晴の手術に際して、「この広い野原いっぱい」の歌詞をヒントに、野原の風を集めて持っていけたら、もしくは、そよ風の扇風機があったらと、ひらめく。その時の話し相手の律も賛同し、一緒に開発を始める。開発したそよ風の扇風機に『マザー』と名付ける。
森山 花野（もりやま かの）→楡野 花野（にれの かの）
演 - 山崎莉里那（1歳時：福山すず花、山崎栞奈）
2002年（平成14年）12月23日、鈴愛と森山涼次との間に生まれた一人娘。愛称は「カンちゃん」。草太の姪で大地の従姉。
5歳の誕生日に、家を去る直前の涼次からプレゼントされたキツネのぬいぐるみを、「ココンタ」と名付けて大切にしている。
2008年春、両親の離婚に伴い、鈴愛と共に梟町に転居。テレビ中継で見た浅田真央のアクセルジャンプに憧れ、フィギュアスケート選手になってオリンピックに出場することを夢見る。
鈴愛の仕事の都合で東京に戻ってから、スケート教室に週1回通い始める。鈴愛が一度奮発して食べさせたことを機に、2010年7月時点ではカニに夢中になってもいる。
律と正人にも懐いている。梟町にいた頃は母鈴愛の真似をして律の部屋の真下で3回笛を吹いて呼び出し、鈴愛に描いてもらった犬の絵を見せていた。また「なんでも作るよオフィス」でフリーマーケットが開かれた時は、律と正人と一緒に寝たい、という花野の希望で光江ではなく彼らが花野の世話をした。
2011年3月11日の東日本大震災発生直後に教室で、緊張がほぐれて失禁し、これが元で複数のクラスメイトから無視などのいじめを受け始める。3年生になってもクラス替えがないという鈴愛の説得で、4月からの転校を決意する。
楡野 晴（にれの はる）
演 - 松雪泰子
鈴愛と草太の母。
腎臓の持病のために子供を持つことを諦めていた。それゆえ、鈴愛を宿した際には戸惑うも、病状が安定していたこともあり出産を決意する。出産後、持病は回復する。
同日同院で出産した和子とは、友達のような関係が続く。
宇太郎とは対照的に怒ると怖い性格である。
結婚し家庭を持つことが女の幸せと考えている。鈴愛が漫画家になると言い出した際には、農協の就職を口利きした仙吉の面子を気にかけたことや、職種や鈴愛の東京生活を不安に思い猛反対するが、口論を重ねるうちに鈴愛が大人に成長したことを実感し、鈴愛の進路を認める。2010年7月に早期の胃癌が見つかり、翌8月に名古屋駅に近くて風が入らない名北病院でした手術は成功するが、手術時の組織検査の結果から、5年生存率は50%と医師に宣告される。その後は貴美香らと、弥一がやっている写真教室に通い、写真撮影を趣味とする。
楡野 宇太郎（にれの うたろう）
演 - 滝藤賢一
鈴愛と草太の父。仙吉・廉子夫婦の次男。1948年（昭和23年）生まれ。
自身が名付けたポチという柴犬をかつて飼っており、犬小屋だけは2010年現在も縁側に残している。
『あしたのジョー』や『ドンキッコ』、手塚治虫作品漫画の愛読者。
少年のまま大人になったような性格であったためか、威厳があるようには見えない優しい父親である。
幼少期の鈴愛が左耳の聴力を喪失した際は、処方薬の効果が無かったことを鈴愛に伝えた。
鈴愛が漫画家になると言い出した際には、鈴愛には口出ししなかったものの、晴と同様の不安に加え、保護者を通さず鈴愛に弟子入りの話を進めようとする秋風や菱本の不躾さに憤り反対するが、菱本の謝罪を受け秋風の誠意を知ったことや、鈴愛が弟子入りを諦めず何度も秋風に電話をかけていたことを知り、鈴愛の進路を認める。鈴愛の上京が決まってからは、DIYで本棚やスタンドライトを作って鈴愛に贈る。
楡野 仙吉（にれの せんきち）
演 - 中村雅俊
鈴愛と草太の祖父。花野、大地の曾祖父。
1920年（大正9年）生まれ。出征先の満州から終戦後に帰国し、廉子とお見合い結婚。勤めていた楽器店が空襲で焼失したこともあり、家業の食堂を継ぐ。
名付けをしたことがなく、鈴愛の誕生時に孫の名付け親になれると期待する。結局、晴が「鈴愛」と命名して名付け親になれなかったが、その際に用意した名前である「つくし」は、自営する食堂の改装の際に付けられることとなる。鈴愛に長女（花野）が誕生する際にも、名前案を考えた。
フォークソングが好きでアコースティックギターの弾き語りを嗜む。囲碁も趣味。
鈴愛の良き理解者であり、が高校3年時には、就職活動に難航していることを知り、旧制中学校時代の後輩である西村に口利きをする。
戦争体験はあまり話そうとしなかったが、鈴愛が漫画家をやめるかどうかを電話で相談した時は自身の体験を話し、相談を受けたことも鈴愛が漫画家をやめたことも家族には隠していた。
カツ丼人気によって得意の五平餅作りをやめていたが、2008年に鈴愛から請われ、つくし食堂2号店開業のために作り方を彼女に教える。また、2号店の店名を考え花野だけに教える。同年の初夏、花野を膝に乗せながらの転寝中に息を引き取る。享年88。死因は老衰だと思われ、そのため88歳まで生きて天寿を全うしたと言う事になった。戒名は『裕誉善斎仙徳居士』。
死後は、遺影がしゃべる演出も見られ、廉子とナレーションで掛け合うこともあった。
楡野 廉子（にれの れんこ） / 語り
演 - 風吹ジュン
鈴愛と草太の祖母。3人の息子（仙太郎、宇太郎、賢太郎）の命名もした。
1979年（昭和54年）、鈴愛が小学2年生の時に病で他界するが、その後も鈴愛をはじめとする家族たちを天から見守る。鈴愛らは、カエルを廉子の象徴としている。
たまに遺影がしゃべったり、語りに登場人物が反応を示す演出が見られる。
楡野 草太（にれの そうた）
演 - 上村海成（幼少期：志水透哉）
鈴愛の1歳違いの弟。
親の了解を取らないと行動できないほどの慎重な性格。鈴愛が左耳を失聴した際には、彼女のために翌日貯金をはたいて、ぐるぐる定規を買って贈る。1989年（平成元年）の時点では、恵（めぐみ）という名の交際相手がいる。鈴愛とは対照的に勉強の出来が良く、高校を卒業後は地元から名古屋の大学に通う。大学卒業後も実家に残り、1995年の時点では名古屋にある大手卵料理チェーンのレストラン「エッグシェフ!」に勤務する。1999年（平成11年）秋、10歳年上のバツイチで7歳の子を持つ柳ヶ瀬のバーのママである、ひかりとの結婚を考え、仙吉に相談。その後ひかりとの関係は終局し、2002年時点では里子と婚約。やがて結婚し、つくし食堂から徒歩10分の地に新居マンションを構え、長男・大地をもうける。2006年に「エッグシェフ!」を辞め、つくし食堂の若き店長として店に立つ。自身がつくし食堂において調理を任されるようになると、前職の経験を活かし、新メニューとして「ふわとろカツ丼」を出したところ好評を博し、つくし食堂にこれまで見られることがなかった大行列が出来るほどの看板メニューとなる。
なお自分の携帯電話には鈴愛の携帯電話の番号を「アホあね」と登録している。
楡野 里子（にれの さとこ）
演 - 咲坂実杏
2002年時点の草太の婚約者。その後、草太と結婚し、長男・大地を出産。2008年時点では、大地の学費を貯めるため、夫と共につくし食堂で働いている。
楡野 大地（にれの だいち）
演 - 田中レイ
草太と里子の長男。鈴愛の甥で花野の従弟。花野の容姿を気に入っており、里子と花野と3人で買い物行った際にお金を持っていない花野に肉まんを分け与えている(但し、花野を気に入っていたためか彼は具が多い所をあげてしまうと叔母の鈴愛に見抜かれていた)。

#### 「つくし食堂」関係者
健人（けんと）
演 - 小関裕太
母が関西人で父が東京人と、共に日本人（2008年時点でシアトルに在住）。その両親の仕事の都合によりアメリカで生まれ育つ。
草太のカツ丼の味に惚れ込み、つくし食堂で修行して草太のカツ丼をアメリカで広めたいという目標を抱いている。そのため、草太のことを「師匠」と呼び、慕っている。また楡野家の人達とは家族同然のつきあいである。後に仙吉が作る五平餅の味にも惚れ込み、その味も受け継ぐ。
来日後つくし食堂で働くようになってからは楡野家に住み込み、鈴愛の部屋をアメリカ風に模様替えして使っていた。2008年春に鈴愛が出戻り後、西園寺不動産の斡旋で、商店街近くの賃貸ワンルームマンションに転居する。
つくし食堂2号店「センキチカフェ」開店に伴い、鈴愛の助手の形でセンキチカフェに移籍するが、開店時に来合わせたブッチャーの姉・西園寺麗子に一目ぼれし、「Beautiful!」とまで言う。最初は戸惑った麗子も健人の愛を受け入れ、仙吉の喪が明けたら結婚することで話がまとまる。以来、麗子とともにセンキチカフェで働き、結果的に鈴愛の居場所を奪う事態となってしまう。

### 萩尾家
岐阜県・東美濃市の由緒正しい家柄。同じふくろう商店街の「つくし食堂」から徒歩5分の場所で、老舗の「萩尾写真館」を営んでいる。
萩尾 律（はぎお りつ）
演 - 佐藤健（幼少期：高村佳偉人）
鈴愛の幼なじみ。乳児期を含め、律の心情を語る場面は佐藤健がナレーションを入れている。
鈴愛と同じく1971年7月7日、彼女より5分先に14時20分、出生時体重3086g、同病院の廊下で誕生する。喘息の持病（高校入学後は克服）があり、物理好きかつ理知的な性格で友達が少ないが、鈴愛とは馬が合う。自宅に遊びに来る鈴愛から、9歳の誕生日に自身がプレゼントした木彫笛（父・弥一の蓼科撮影旅行の土産）を3回吹いて呼び出されマグマ大使のように頼られて続けており、彼女を守ることを自負している。ただし恋愛感情はなく、鈴愛はドラえもん（世界の扉）のような存在だと、友達の正人には語る。
東海地方の一番の難関といわれる名古屋の私立男子校「海藤高校」の受験を断念（試験当日に怪我をした犬を助けたため）。鈴愛らと同じ朝露高校へ進学し、バスケットボール部のエースとして活躍。社交的な性格に変わり女子に人気となる。高校3年時の1学期、部活の練習試合で朝露高校に来校した清に一目惚れする。和子に教えられた秋風作品の少女漫画を愛読しており、夏休みに、暇を持て余す鈴愛のために貸し出す。
整った容姿をしており、秋風から「タジオ」と評された。受験は当初東京大学を志望するが模擬試験の合格判定が散々で、京都大学へ志望校変更する。しかし、センター試験前日に誤って受験票を入れたファイルを鈴愛に渡し、取り返そうとした試験当日の朝に道端で倒れた仙吉を助け、その間に鈴愛が気づかないままファイルを持って東京への下見旅行に出かけたために受験を断念。鈴愛にはその後、周りの期待に焦りもあったことを打ち明ける。
滑り止めとなった東京の名門私立大学「西北大学」の理工学部（機械工学科）に進学。自室で飼育していたカメのフランソワ（和子が縁日で買ってきて名付けた）を連れて、新宿区の高級ワンルームマンションに入居し、正人と知り合う。ピアノを弾くロボット「ロボヨ」との出会いとロボットの起源を聞いたことによって、ロボット工学に興味を持ち、宇佐川の研究室に所属。時同じくして学内で再会した清と交際を始める。1990年7月、清を傷つけたくないために鈴愛と距離を置くことを鈴愛に告げ、転居する。3年後には清と破局。大学卒業後、宇佐川を追って京都大学工学部大学院に進学。1995年に宇佐川の研究チームの一員として学会で受賞、大手企業である菱松電機の大阪の中央研究所への就職が内定し、地元で再会した鈴愛にプロポーズするが、彼女からの「無理」との返事で失恋と判断する。その後、フランソワの死で落ち込むなか、職場でより子と出会い、1999年4月に結婚、都島区に一軒家を構える。2002年末の時点では、子供の教育を巡ってより子と不和が生じている旨をブッチャーにより語られている。2008年時点では和子の病状が落ち着くまでの間、大阪本社のロボット「イーリス」研究チームのリーダーとして籍を残しつつ、名古屋支社へ単身赴任で梟町の実家から通勤する。トルク制御の研究が専門であり、9月に直属の中川部長から、スタンフォードへの共同研究による海外赴任を打診され迷うが、通う小学校に翼が将来編入可能と分かって応じる。
リーマン・ショックの余波で菱松電機のロボット部が閉鎖された2010年6月、妻・より子との離婚が成立。杉並のアパートで一人暮らししながら東京本社の経営企画部技術課の課長として予算管理などを担っている7月、正人の計らいで約2年ぶりに鈴愛と再会する。高層ビルの職場環境に慣れないこともあって管理職でなくエンジニア現場への復帰を渇望する中、花野による玩具カニ作りや、7月17日のオープンオフィスフェアでの南村との再会および恵子からの勧めなどから、「なんでも作るよオフィス」での起業を検討。鈴愛が発想したそよ風の扇風機に賛同し、会社を辞めて「株式会社スパロウリズム」を2人で立ち上げる。鈴愛が最初に描いたデザイン画から二重構造の羽根で渦を消すことには成功。5か月経って鈴愛から開発をもう諦めようと提案されたある日、DCブラシレスモーターを用いて風を弱めることに気づき、着手から約7か月の2011年2月、納得いく試作品を完成させる。3月11日のプレゼンで投資家3人から1000万円ずつの資金を得て、量産にこぎつける。そんな中、東日本大震災に見舞われ、仙台に住む裕子の安否で気をもむ鈴愛を励ましながらそよ風ファンの部品集めに奔走し、裕子の死を知った鈴愛が仕事に手が付かないほど気落ちした際も鈴愛の生きる力を信じ、その帰りを待ち続けた。そよ風ファンの発売を目前にして鈴愛から商品名を「マザー」にすることを提案されて同意し、「マザーにした方が５倍売れる」と津曲を説得して商品名変更に踏み切った。
萩尾 和子（はぎお わこ）
演 - 原田知世
律の母。家族からの愛称は「和子さん」。
晴と同時期に産気づくが、陣痛の自覚が弱いために病職員から見過ごされる時間が続いたことと、晴が難産で分娩室が空かなかったことから、律を病院の待合廊下で出産する。
美人でおっとりとした性格。話が長いのが欠点。マグマ大使に登場するゴアや金八先生のものまねを得意とするなど、ユニークな面を持つ。
普段は写真館の仕事をたまに手伝いながら、得意のピアノや製菓に興じている。自身が当選した1989年11月の秋風羽織のトークショーのチケットは、就職試験合格祝として鈴愛と律の手に渡った。
祖父は東京大学出身。子育てについては芯が通っている。律を当初はベートーベンのような天才音楽者に育てようと夢見るが、彼自身がピアノに興味が無かったため断念。その後は彼をノーベル賞受賞者に育て上げることを目指している。
律が大学入学のための上京の際には、彼が羽を伸ばして遊び回ることを危惧し、晴と相談の上、あえて鈴愛の目が届くように港区に近い新宿区のマンションに、律の部屋を借りる。上京後は空の巣症候群となり薬に頼るほどに滅入るが、キミカ先生に誘われてボクシングジムに通い改善する。
2008年時点では拡張型心筋症を患っており、家族と晴にだけは直接伝えた。晴からも、鈴愛の大きな転機（片耳失聴、漫画家を目指す、2号店出店）ごとに相談を受け、ママ友のような関係である。鈴愛がセンキチカフェに設置した「岐阜犬」の声をインターネット回線を通じて担当するように依頼され、快諾。その後、鈴愛には、母子手帳そして遺書を挟んだ育児日記を律に自身の死後渡すよう託した。同年7月、満月の夜に拡張型心筋症により61歳で亡くなった。
萩尾 弥一（はぎお やいち）
演 - 谷原章介
律の父。
穏やかな人柄で、鈴愛からは「（言っていることが）もっともらしい」と思われている。
朝露高校の卒業アルバムを長年にわたり制作している。お笑いコンビ「オードリー」や、写真家「BROAD BEAN」のファン。和子の死後、2010年時点では写真教室も始めた。
萩尾 より子（はぎお よりこ）
演 - 石橋静河
律の妻。旧姓「日野」。
菱松電機の受付嬢をするなか律と出会い、1999年4月に結婚する。
後述の通り、上昇志向の持ち主で、律や息子の翼は彼女には何も言えなかった。
2002年の年末の時点では既に長男が誕生している。子供を幼稚園から受験させようと塾通いさせる姿勢から、「教育ママ」とブッチャーから評されている。
また「部長夫人以上になる」のが目標で、律がスタンフォード行きを断った時はそれを責めていた。
萩尾家とは空気が合わず、萩尾家にいると「息が詰まる」と言う。息子の翼を連れて来た時は用事が済むと翼を置いて自分はサッサと帰ってしまう。和子の葬儀の時は火葬場で待つ間にあくびをしていた。
だが律が自分に何も言ってくれず、寂しい思いをしていたと、2008年に律のスタンフォード赴任前に二人で話し合った時は語っている。
律の赴任に合わせて渡米するが環境が合わず、翼を連れて半年で帰国し、大阪に戻って生活。2010年6月に律と離婚が成立。7月には別の人と再婚の見込みとなる。
萩尾 翼（はぎお つばさ）
演 - 山城琉飛
律とより子の長男。2008年1月時点で7歳（2010年夏時点で小学4年）。自宅から大阪にある名門の小学校に通う。同年5月、萩尾写真館で花野と初めて会う。この時、花野の写真を撮ったことがきっかけとなり、カメラマンを目指すことを決意する。2011年の弥一の発言によると、写真で入賞したという。

### 西園寺家
有限会社「西園寺不動産」を営む、町一番の資産家。センキチカフェの大家だが、後述する麗子の結婚により、賃料は取らないようになっている。
西園寺 龍之介（さいおんじ りゅうのすけ）
演 - 矢本悠馬（幼少期：大竹悠義）
鈴愛の同級生。1971年4月27日10時13分、出生時体重3800gで誕生。1980年の小学3年時に容姿や性格から鈴愛に「反則ブッチャー」と呼ばれて以来、「ブッチャー」があだ名として定着。高校生時に標準体型に変わっても呼ばれ続けている（このため本名である龍之介と呼ばれることはなく、鈴愛や律に本名を忘れられる）。
鈴愛の名前をからかい彼女と喧嘩になることが多いが、鈴愛に好意を持っており関わりたいのでからかっていると律から推測されている。
自身が与えるスーパーカー消しゴム目当てで近づいて来る友人が多いなか、律のことは物品のやり取りを伴わない真の友人だと思っている。
朝露高校に進学後は、マナに接近する目的でバドミントン部に所属するが、彼女が他の部員と交際を始め失恋する。高校3年時には東京の私立大学を志望するが、高校卒業後も律と離れたくないために志望を変更し、推薦で京都の私立大学である舞鶴学院大学に進学。卒業後は、名古屋の「名央建設」に勤務する。2000年春「ともしび」にて菜生にプロポーズするも、2002年末時点になっても結婚に踏み切れずにいたが、2008年春の時点では菜生と結婚し、家業の不動産業を継いでいる。
西園寺 満（さいおんじ みつる）
演 - 六角精児
龍之介の父。
西園寺 富子（さいおんじ とみこ）
演 - 広岡由里子
龍之介の母。
西園寺 麗子（さいおんじ れいこ）
演 - 山田真歩（幼少期：幸田雛子）
龍之介の姉。龍之介と同じく自己中心的なずるさを持つ。幼少期にメルシーという愛犬を、2008年時点も小型犬を飼う。
40歳近くまで独身だったが、健人の求愛を受け入れ、彼と結婚する。

### 木田原家
岐阜県・東美濃市のふくろう商店街で洋品店「おしゃれ木田原」を営んでいる。センキチカフェの制服も制作した。
木田原 菜生（きだはら なお）→西園寺 菜生（さいおんじ なお）
演 - 奈緒（幼少期：西澤愛菜）
鈴愛の幼なじみ。1971年6月3日9時55分、出生時体重2740gで誕生。
朝露高校では美術部と弓道部を掛け持ちして所属する。しかし弓道のセンスが無くて上達せず、試合出場経験は3年時の練習試合1回のみとなる。高校3年時、西高校の生徒からラブレターをもらうが、後に失恋する。「おしゃれ木田原」を本当におしゃれな店にしたいと考え、高校卒業後は地元から名古屋の服飾の専門学校へ通う。鈴愛が上京する日には餞別に、幸子と一緒に選んだカエル柄のワンピースを贈る。卒業後は「名古屋デパート」の靴売り場に勤務し続ける。その後、ブッチャーと動物園デートをするなど親交を深め、2000年春、「ともしび」にて龍之介からプロポーズされるが返事を一旦保留し、「おしゃれ木田原」の改装費を相談する。2008年春の時点ではブッチャーと結婚し、一男一女（モカとキララ）を儲ける。
木田原 五郎（きだはら ごろう）
演 - 高木渉
菜生の父。
木田原 幸子（きだはら さちこ）
演 - 池谷のぶえ
菜生の母。

### 朝露高校の人々
山田先生
演 - 尾関伸次
朝露高校の鈴愛たちの3年3組の担任。英語教師。
勅使河原（クラゲ先生）
演 - 春海四方
朝露高校の世界史教師。
授業中の声が小さい癖を持つ。しかし鈴愛が集音目的で付け耳を付けると、プレッシャーを感じて声を張り上げる。
2008年6月、開店日のセンキチカフェを訪れ、「ふくろう会」（鈴愛、律、龍之介、菜生の4人）の面々と再会する。
マナ
演 - 静麻波
鈴愛たちの同級生。
小学校時代には、菜生たちとベストテンごっこをして遊び、松田聖子役を取り合いの末に獲得した結果、険悪な雰囲気になったことがある。
朝露高校ではバドミントン部に所属し同部員と交際を始める。
ゆかり
演 - 飯田來麗
朝露高校の美術部員。卒業後は名古屋のカルチャーセンターに就職予定。
香織
演 - 塚本小百合
朝露高校の美術部員。卒業後は千種美術短大でイラストを学ぼうと思っている。

### その他の岐阜の人々
岡田 貴美香（おかだ きみか）
演 - 余貴美子
岐阜県・東美濃市の町医者「岡田医院」の女医であり院長。愛称は「キミカ先生」。産婦人科も営んでおり、「ふくろう会」（鈴愛、律、龍之介、菜生の4人）や、花野が、ここで産まれた。
テーマパーク「ぎふサンバランド」が西町の清水が森に建設される計画について、交通渋滞や環境破壊を懸念し、反対の姿勢を示す。
1995年9月17日に地元で還暦パーティーを開く。
須郷
演 - 加藤千佳
岡田医院の助産師。貴美香からは「せっちゃん」と呼ばれている。
まさこ
演 - ふせえり
お好み焼きも扱う喫茶「ともしび」の店主。2008年9月時点で2度の離婚歴を持つ。
友永
演 - スマイリーキクチ
ふくろう商店街の床屋の店主。
豊島（とよしま）
演 - 佐藤夕美子
鈴愛のふくろう小学校3年生時の担任。
渡し舟の船頭
演 - 吉澤健
木曽川の渡し舟の船頭。亡き妻が柳ヶ瀬の空襲によって左耳が不自由だったことを、鈴愛に語る。
西村
演 - 酒向芳
東美濃市農業協同組合の職員。仙吉の旧制中学校時代のギター部の後輩。
仙吉に頼まれ、就職活動の面接に来た鈴愛本人には内密に縁故採用する。
2008年春、鈴愛本人から再び就職の口利きを懇願されるが、自身が定年退職をしてから数年経過していることや、梟町自体に仕事が少ないこと、過去に縁故採用を辞退されたことなどから謝絶する。
小林
演 - 森優作
西高校の新聞部員の男子生徒。愛称は「こばやん」。
自転車通学途中に鈴愛の目前でカセットテープを落としたことが出会いのきっかけとなり、後日、鈴愛に全てを打ち明け恋心を告白し、明治村へのデートに誘う。しかし、デート中に付け耳をして監獄や拷問器具についてウキウキと話す鈴愛を見て幻滅し、以後、彼女と距離を置く形で振る。
東海新聞の記者となって2011年7月7日、扇風機の取材のため、つくし食堂を訪れて鈴愛と再会する。その際に、回転する拷問器具について熱く語る鈴愛を思い出し、「あの頃から回るものが好きだったよな」と語っている。
東美濃信用金庫勤めの課長
演 - 和田亮太
1999年春に鈴愛の夢の中に出てきた見合い相手。
中学生
演 - 庄司ゆらの
2008年6月、センキチカフェで岐阜犬（和子）に、友達がいないという悩みを相談。「友達は無理に作らんでもええ」と言われ、後日、気持ちが楽になったことを伝えに再来店した。

### オフィス・ティンカーベルの人々
赤坂にある、秋風の自宅兼マンガスタジオ。鈴愛が入所する寮「秋風ハウス」が隣接している。
秋風 羽織（あきかぜ はおり）
演 - 豊川悦司
本名は美濃権太（みのごんた）。1989年時点で作品累計が5000万部超の、売れっ子少女漫画家。1992年時点では「月刊ガーベラ」に『チープスリル』が連載されている。美術大学を中退後、大阪で百科事典のセールスマンになるが、30歳手前の時に漫画家を志し退社。アルバイトをしながら投稿しプロになった経歴を持つが、常に担当編集者には恵まれず歩んできた。感情が高ぶると河内弁を発する。
1985年、S状結腸癌に冒されるが摘出手術を受け一命を取り留める。1989年から体調の不調を感じるも癌の再発を恐れ定期検診を受けずにいた。1990年に菱本の説得で受診し直腸癌の罹患が判明するが、早期段階のため内視鏡による摘出手術と2日間の入院でことなきを得る。
公には人物像はシークレットとされてきたが、実体は長髪でサングラスをかけ、黒い服を身にまとった、物事に強いこだわりを持つ気難しい中年男性（1990年時点で50歳すぎ）で、妻も家庭も持たず、かつて3頭の犬と1羽の兎を飼っていた。読者の顔を見たい動機で開催したトークショーを機に公に姿を公表する。
名古屋のトークショーで鈴愛が差し入れした五平餅を気に入り、彼女を楽屋に呼び入れる。その際に彼女が書いた漫画の原稿も見せられ、基礎を踏んでいない手法ながらも才能を見込んで弟子入りを誘う。
鈴愛がオフィス・ティンカーベルで働き始めて間もなく、鈴愛を「岐阜の猿」と呼ぶ。五平餅食べたさで鈴愛を誘ったことや、競争社会で殺伐とする「秋風塾」の潤滑油的役割を期待したメシアシとしての採用だったことを明かすが、彼女に食い下がられて、与えた課題を達成したことを認め、秋風塾の特待生にする。後に、ほかの2人とは違い、山を駆け回っていたリアルさが鈴愛の持ち味とも本人に語る。
秋風塾の3人に対しての漫画の指導は厳しい。一方、デビューが決まった裕子の将来を考え担当者との仲介や連載を紹介したり、破門になったボクテの原稿持ち込み先に陰で口利きしたり、鈴愛の連載作品のストーリー転換の打診を出版社側からされた際は、鈴愛の感性を尊重し拒んで作風を守るなど、面倒見は良い。1999年の鈴愛が漫画家を辞める時、「私の人生を豊かにした」と3人について語る。2010年時点でも漫画家を続けている。ユーコが好きな『A-Girl』の続編を彼女の生還を祈って、2011年の東日本大震災発生後の「月刊ガーベラ」に載せるため描く。3月28日には、律と鈴愛に宛てて速達で短い手紙を送る。
菱本 若菜（ひしもと わかな）
演 - 井川遥
秋風の有能な女性秘書（マネージャー）。気難しい秋風も、彼女の言うことだけは素直に聞く。美人で、ファッションはピンクハウス系。
中学は親元を離れて全寮制。お茶の水女子大学を首席で卒業後、大手出版社である「散英社」に入社。27歳時に妻子持ちの編集長と恋に落ちるが、出世のために彼が手のひらを返し失恋。社内に居づらくなったところを担当する当時中堅漫画家の秋風に雇用された過去を持つ。
普段はクールで冷静な性格だが、怒ると早口で言葉をまくし立てる癖を持つ。また、正人の「鈴愛の彼氏」という冗談に「先を越されるとは」と発言したことから、独身で恋人もいないことが示唆されている。鈴愛と涼次の結婚式の時に撮影されたビデオでも同様の発言をしている。
鈴愛を陰で「五平餅」とあだ名するが、秋風の創作にいい刺激になる存在ではないかと思っている。
小宮 裕子（こみや ゆうこ）→浅葱 裕子（あさぎ ゆうこ）
演 - 清野菜名
秋風の若手アシスタントで秋風塾生。「ガーベラ漫画セミナー」の特待生。鈴愛と同年齢。愛称は「ユーコ」。
実家は世田谷区の裕福な家柄で、自身も小学校からずっと私立の一貫校の女子校で学んだ。小学生の時に骨折して入院した際に看護婦から『ユー・メイ・ドリーム』を教えてもらい、以降お気に入りの楽曲にしている。これが縁で看護婦を将来の夢としていたが、母がフランスかぶれで厳しい毒親であることから反対を恐れて言い出せずにいた。後に母は再婚していることもあり、1990年の時点では自身と軋轢が生じていた。特に好きな秋風作品は『A-Girl』。
鈴愛と出会った当初は、無口で表情は乏しく、オフィス・ティンカーベルの職場環境を「3K」と評し、「秋風は危険な香り」と忠告する。また、家族愛や人間関係に恵まれて育った鈴愛に嫉妬し、甘え上手な調子者である性格を指摘して取っ組み合いの喧嘩となるが、やがて彼女の努力や人柄を受け入れて謝罪し、打ち解ける。
大御所の原稿が落ちた穴埋めで、「月刊ガーベラ」1992年4月号に小宮裕子名義で『5分待って』が読み切りで掲載され、秋風塾の中では最初にプロデビューする。その夏には同社の週刊青年漫画誌「ビッグイブニング」での連載が決まる。
秋風からは「ドラマに向いている」と評される一方で、1995年『5分待って』は第145回時点で読者人気投票で下から2番目となり、担当編集者から残り3回での打ち切りが告げられる。以来スランプに陥り、主要部分の執筆をアシスタントに任せ、着飾って頻繁に夜遊びに出かけるなど荒んでいく。やがて合コンで知り合った浅葱と結婚してインテリアコーディネーターを目指すことを決め、漫画家を引退。同年8月27日に挙式する。
1999年の時点では長男（クウちゃん）がおり、子供の誕生を機に実母と和解している。2003年末、夫の仕事の都合で仙台に転居することを鈴愛らに告げる。2007年に看護学校に入学。看護師になり、2010年時点では仙台にある海が見える病院に勤務していたが、2011年3月11日の東日本大震災の津波で被災し死去。享年40。戒名は『慈温厚裕大姉』。
藤堂 誠（とうどう まこと）
演 - 志尊淳
秋風の若手アシスタントで秋風塾生で、「月刊リリー」の佳作常連者。
ゲイの美青年で愛称は「ボクテ」（「僕って」が口癖のため）。高校生時代はコミケで活躍し「金沢の鬼才」と呼ばれていた。実家は「藤堂呉服店」だが、両親に漫画家への夢やゲイであることを理解されず疎遠になっている。特に好きな秋風作品は『海の天辺』。秋風からは「天才」と評されている。
鈴愛がオフィス・ティンカーベルに来た当初から親切に接し、一緒にスイーツ食べ放題に行く条件でカケアミの技法を教える。
裕子にデビューを先を越され、さらに実家から家業の後継や縁談のために帰省を促されて焦り、プロデビューを持ちかける黒崎と接触する。しかしネームに行き詰まり、鈴愛の作品『神様のメモ』のネームを譲ってもらい、お色気風に漫画を仕上げて「月刊アモーレ」に寄稿、1992年7月号に読み切り掲載される。この件で秋風から破門を言い渡され、オフィス・ティンカーベルを去る。時同じくして、自身の投稿作品『女光源氏によろしく』が1992年の「ガーベラ大賞新人賞」を受賞するも秋風が辞退させる。
破門後は、改めて他社でのメジャーデビューを目指し少女漫画雑誌「月刊リリー」を有する丸山出版へ原稿の持ち込みを始める。やがてBOKUTTE名義の『女光源氏によろしく』が講談館出版で連載、映画化もされ、1995年時点では、女子高生からサインを求められるほどの人気漫画家となっている。なお酒は弱く、飲みすぎるとからみ酒になってしまう。
鈴愛の漫画が本当に好きであり、『一瞬に咲け』が読み切り掲載された際はネーム譲渡の罪滅ぼしも兼ねて、新宿二丁目の友人らの協力を得てアンケート葉書を散英社へ大量に送る。鈴愛との交流は続き、ユーコと共にたまに会いに来ている。『女光源氏によろしく』が連載17年目となった2010年、描き尽くして別の作品も描きたくなり、改めて『神様のメモ』のアイデアを下さいと鈴愛に直接頼み、許可を得る。
中野
演 - 河井克夫
秋風のベテランアシスタント。繁忙期のみ秋風を手伝う。プロの漫画家であり、『青空列車』は「月刊ガーベラ」の後ろの方に掲載されることがある。野方とまとめて「中野方」と呼ばれる。
野方
演 - 猫田直
秋風のベテランアシスタント。プロのフリーアシスタントで、繁忙期のみ秋風を手伝う。中野とまとめて「中野方」と呼ばれる。2000年時点で中野に好意を寄せている。
ツインズ
演 - MIOYAE
鈴愛がメシアシでなくなったため、1990年にオフィス・ティンカーベルに雇われた双子のメイド。1999年春時点で28歳。
ユカ
演 - 藤松祥子
1995年時点の鈴愛のアシスタント。
マル
演 - 佐藤睦
1995年時点の鈴愛のアシスタント。
小柳
演 - 芹沢尚哉
1995年時点の裕子のアシスタント。

### 出版社の人々
北野編集長
演 - 近藤芳正
出版社「散英社」の漫画雑誌「月刊ガーベラ」の編集長。真鍋の提案にヘソを曲げて、契約を打ち切り他社で連載させると言い出した秋風の機嫌を取り、彼が要望するトークショーを開催する。1992年夏に青年誌「ビッグイブニング」へ異動。秋風からの提案もあり、裕子の『5分待って』連載枠を確保する。
真鍋
演 - 安井順平
出版社「散英社」の編集員。1989年時点の、秋風の原稿の担当者。秋風に、編集部の提案との理由で新連載の漫画のタイトル変更を勧めるが、秋風の機嫌を損ね、クビを言い渡される。
小杉 誠
演 - 大野泰広
出版社「散英社」の編集員。真鍋の後任として、鈴愛の実家を訪れる菱本に同行する。
楠木 洋平
演 - 清水伸
出版社「散英社」の編集員。裕子にとって初の担当者。
飯野
演 - 遠藤弘章
出版社「散英社」の編集員。鈴愛にとって初の担当者。
藤 真由美
演 - 太田緑ロランス
「散英社」の「ビッグイブニング」の編集員。裕子の『5分待って』の担当を数年に渡り務める。
黒崎 良平
演 - 古澤裕介
草萌書房「月刊アモーレ」の編集者。ボクテに、高校時代のコミケから注目していたと語り、同誌の作風に合ったお色気っぽい漫画の提供を打診する。
江口 正樹
演 ‐ 中野剛
丸山出版「月刊リリー」の編集長。巷ではワンマン編集長として知られ、秋風からは苦手視されている。
アミー編集長
演 - 木下政治
講談館出版「月刊アミー」の編集長。1999年春、秋風とボクテから依頼を受け、秋風の大型長編読み切りと、その前に鈴愛の単発読み切り掲載を約束する。
吾妻
演 - 丸一太
講談館出版「月刊アミー」の編集者。鈴愛が1999年7月号の入稿締切に間に合わなかった際、もともと欲しいのは秋風先生の原稿と本音を漏らす。

### 西北大学の人々
東京にある私立大学（早稲田大学をモデルとしている）。
朝井 正人（あさい まさと）
演 - 中村倫也
西北大学の法学部に所属する律の同級生。ソフトな外見とは裏腹に女性に遊び慣れている様子を見せている。一部の女性には「マア君」と呼ばれている。
律とは同じマンションの向かい同士であり、自室で飼っている子猫の「ミレーヌ」を介して知り合う。北海道出身であるが言葉の訛りを気にし、単語を区切って話すようにしている。
叔父の母校でもあった名古屋の「海藤高校」を受験して不合格となったが、その日に律が助ける前に犬を道路の脇に避難させていたのが、正人だった。
喫茶「おもかげ」でアルバイトを始め、店で意気消沈し悩みを吐露する鈴愛を優しく励まし、恋心を寄せられる。鈴愛とはデートをしたりキスをする寸前になるほどに交流を深めていくが、彼女からの愛の告白を断る形で6月の終わりに振る。理由として、鈴愛を過去付き合った女性たちと同じ境遇にさせたくないことや、律と鈴愛が両想いであると判断したこと、律との友情を優先したい旨、律にのみ打ち明ける。その後、海外出張する親戚宅の留守番をするために、吉祥寺へ転居する。その後も律とは連絡を取り合っていた。
商社勤めから老舗の法律関係の出版社に転職。2010年、東京に転勤した律に杉並のアパートを紹介。それと前後して五平餅の屋台を引いていた鈴愛とも再会しており、鈴愛から時々五平餅を買ったり、シェアオフィス「なんでも作るよオフィス」に出入りしたりしていた。その関係で鈴愛と律が再会するきっかけを作り、律にも「なんでも作るよオフィス」を紹介するなど、鈴愛と律との旧交が復活する。花野とも仲がよい。また、この時期、10歳上のキャリアウーマンのアキコと交際している。
伊藤 清（いとう さや）
演 - 古畑星夏
柏木高校の弓道部員で他校でも評判の美少女。中学生時に横浜から岐阜県に転入した。弓道はインターハイ入賞の腕前を持つ。
高校3年時の一学期に部活の練習試合で朝露高校に来校した際、律と出会う。
高校卒業後は西北大学文学部に進学し、弓道部に入部。先輩に頼まれて弓道の選択授業の手伝いをするなか、律と再会し交際を始める。プライドが高く嫉妬深い性格で鈴愛より女性として上だと思っている節があるため、常に律の隣でいる鈴愛の存在を疎ましく思い敵視したあげく、掴み合いの喧嘩をする。
以降は登場せず、その後、律との交際は3年で終局したことが龍之介の口から語られた。
宇佐川 乙郎
演 - 塚本晋也
理工学部の教授。世界で初めて二足歩行のロボットを開発した人物。研究室への生徒勧誘の目的で、亡くなった母・いくよから名前を取ったCCD搭載のピアノを弾くロボット「ロボヨ」も作った。その後、京都大学へ移籍し、1995年には研究チームが学会で受賞する。2010年に東京に転勤した律を正人とともに訪れ、律の研究は素晴らしいものだった、と慰める。
高峰
演 - 磯部莉菜子
宇佐川の研究室に所属する学生。

### クールフラットの人々
森山 涼次（もりやま りょうじ）
演 - 間宮祥太朗
映画会社「クールフラット」の助監督。1971年生まれで、鈴愛と同い年。3歳時に両親が、絵の仕事による海外出張で空港に向かう途中で交通事故死して以来、母の実家である藤村家で育てられるが、成人してからも過保護な3人の叔母の愛に耐えきれずに家出し、1997年の正月に祥平の家に転がり込む。年上の女性などから「涼ちゃん」と呼ばれている。料理が得意で人懐こい性格だが、不都合なことを打ち明けられずに隠したり事後報告するなど八方美人な面を持つ。夢に夢見て物事を始めても三日坊主で終わることが多かった。
鈴愛とは1999年の秋、ソケットを求め「100円ショップ大納言」に来店した際に出会い、後日、光江に頼まれて運動会シーズンの4日間だけ臨時アルバイトとして同店で働く。元々、漫画家・楡野スズメの『一瞬に咲け』のファンであったこともあり、共に働くうちに鈴愛に惹かれていき、出会ってから6日となるアルバイト最終日、雨の中で想いを告白しプロポーズする。その後、鈴愛と結婚。
物語を閉じるのが寂しい性格で、自身が作ってきた映画脚本案は全て書きかけだった。2000年に祥平の勧めで、原作ものに挑戦。佐野弓子の『名前のない鳥』の脚色を、祥平の添削を受けながら2年がかりで完成。映画化が決定するものの、監督は祥平が務めることになる。鈴愛の妊娠を機に、映画から足を洗うことを決めて「大納言」で働く。2002年暮れに長女・花野が誕生。一児の父となる。
しかし、映画監督になる夢がどうしても諦めきれず、鈴愛たちの目を盗んで密かに祥平に連絡を入れ、2003年に弓子から依頼を受けたことを機に再び脚本を執筆。脚本が完成し監督することも決定した2007年、花野5歳の誕生日に鈴愛に別れを切り出し、鈴愛や藤村3姉妹の反発を押し切り家を出て再び祥平の家に身を寄せる。それ以来、自宅に戻ることなく、光江・麦そして鈴愛から直接説得されるも決心は変わらず、2008年春、鈴愛に花野を託し、離婚。同年に「恋花火」で映画監督デビュー、作品はロングランヒットする。
鈴愛の再上京を知って花野と会いたがっていたが、2011年2月、鈴愛と藤村家で対面。離婚時のことを謝罪。鈴愛からの「そよ風ファン」発表用動画を必要経費のみで制作するという依頼を受け入れる。また、ホームページ用の動画も制作する。
2011年3月、藤村家にやってきた花野と再会。花野を迎えに来た鈴愛に再度やり直さないかとプロポーズするが、すぐに断られた。その後、打ち合わせのために訪れたスパローリズムで顔を合わせた律に「鈴愛ちゃんをよろしく」と頭を下げ、鈴愛を託した。
元住吉 祥平（もとすみよし しょうへい）
演 - 斎藤工
映画監督で、映画会社「クールフラット」の事業主で、中野辺りの事務所兼自宅マンションに住む。1995年に『追憶のかたつむり』で、「第48回コート・ダジュール国際映画祭 その視点部門グランプリ」を受賞。しかし、その後は映画の製作や売り込み営業をすることはなく、開店休業状態の日々を送る。『追憶のかたつむり2』を制作して2000年に公開するも、興行は失敗に終わり大赤字となる。
同居する涼次を実の弟のような存在に思いつつ、彼が病身にも関わらず料理をさせるなど家事の一切をしてもらってきた。
2002年、当初は脚色した涼次が務める計画だったが、仕事がなくて魔が差し、『名前のない鳥』の監督を弓子に志願した結果、弓子に気に入られ監督することが決まる。2003年には雑誌に「今年活躍した10人」として紹介され、新作映画が予定されるなど成功を収めた様子を見せている。鈴愛に麦が語った話によれば、2010年時点では『かたつむりの囁き』などインディーズ系の映画を中心に活躍している。

### 藤村家と100円ショップ大納言の人々
藤村家は姉妹3人で、東京の下町にある一軒家に同居。戦前からオーダーメイドをメインとした老舗帽子店「3月うさぎ」を営んでいたが、経営難により1998年から店舗を事業転換し、3人でフランチャイズチェーン店「100円ショップ大納言」の共同オーナーに就く。涼次と鈴愛の離婚後も鈴愛と花野と藤村家の交流は続いている。
藤村 光江（ふじむら みつえ）
演 - キムラ緑子
藤村家の次女で、涼次（姉・繭子の息子）の叔母。
姉妹の中でも特に、父から継いだ帽子店に思い入れが強い。同業者の「RAKKO NO ATAMA」が台頭したせいで閉店に至ったと考えている。大阪に嫁ぐも20代で離婚した経験があり、普段はエセ関西弁を話す。
借金の抵当に入っている自宅で1997年から、店名と同じ帽子教室「3月うさぎ」を開き、講師をしている。
涼次を実の息子のように溺愛し、彼と一緒に店を営むことを夢見ていた。一方で冷静に涼次の将来を考え、鈴愛との結婚を決めた彼に対して祝福し、彼の両親が生前に貯蓄した預金を、結婚資金として快く渡す。2007年に涼次が映画監督として生きるために離婚を決意した際には、亡き姉の代わりと述べて彼を平手打ちするなど憤慨する。
鈴愛の再上京をきっかけに鈴愛と花野との交流が復活し、花野のスケートのレッスン料を負担しているほか、花野に自分を「みいばあばあ」と呼ばせている。
藤村 麦（ふじむら むぎ）
演 - 麻生祐未
藤村家の三女で涼次の叔母。野鳥オタクで、カルチャーセンターの野鳥講座で教鞭を執り、「100円ショップ大納言」に野鳥コーナーを設置させている。
1997年めありと共に、光江へ事業転換の説得をする。涼次を溺愛し、彼と鈴愛との結婚に難色を見せる。2000年春、自宅を訪れた祥平の髪型に関心を持ち、映画『追憶のかたつむり』を傑作と語る。2002年6月、祥平からの依頼で『名前のない鳥』の撮影準備に、野鳥の監修として手伝う。2008年時点でも野鳥仲間としてバードウォッチングに行くなど、祥平との交流は続く。
藤村 めあり（ふじむら めあり）
演 - 須藤理彩
藤村家の四女で涼次の叔母。メアリー・カサットの絵画『赤い帽子の少女』が好きだった権蔵が名づけた。既婚者だが、世田谷の自宅を家出して以来、2年以上夫の迎えを待ち続けている。2008年の時点では、既に離婚した旨が示唆されている。雑な性格で、ニート生活を送っている。
涼次を溺愛し、彼と鈴愛との結婚に難色を見せる。
藤村 権蔵（ふじむら ごんぞう）
演 - 仲田育史
老舗帽子店「3月うさぎ」の店主で帽子デザイナー。藤村4姉妹の父で、涼次の祖父。1999年の時点で故人。
『不思議の国のアリス』において帽子屋とアリスが参加する『気違いのお茶会』の主催者・三月ウサギから店名を命名した。
生前は、職人気質であった一方で数々の女性を渡り歩いていた。その結果、病弱であった妻から家を追い出され孤独死したことが娘たちによって語られている。
田辺 一郎（たなべ いちろう）
演 - 嶋田久作
台東区根津野にある「100円ショップ大納言」の雇われ店長。光江の小学校の同窓生。
一人で勤務していたが、1999年秋にオーナーの光江の意向でアルバイト募集をかける。自身の強面が原因で客足が遠退いていると感じており、それを緩和するため気の抜けたタイプがいいとの考えで鈴愛を採用する。鈴愛や常連客の東雲からは、「モアイ像」とも例えられる。
若い頃、帝王製紙の社長令嬢と交際しており婿入り話が来たが、ミュージシャンを目指していたため断った過去を持つ。
小説『失楽園』の世界に憧れ、秋になると店の繁忙期にも関わらず、若い女性と姿を消す習性がある。風をやわらかにするため店内の扇風機を壁に向けて設置しており、質問してきた鈴愛に説明した。このことを2010年、健人のイースター島の新婚旅行土産・モアイ像の置物を実家で見た際に鈴愛が思い出し、そよ風の扇風機作りの第一のヒントとした。

### 鈴愛の“モノづくり”に影響を与える人々
津曲 雅彦（つまがり まさひこ）
演 - 有田哲平(くりぃむしちゅー)
企画会社「株式会社ヒットエンドラン」社長。千駄ヶ谷にある廃校を利用したシェアオフィス「なんでも作るよオフィス」に事務所を構える。従業員は数名。
熊本出身で離婚歴がある。大手広告代理店である「電博堂」を辞めて独立した。息子の修次郎の話によれば、別れた妻は2010年時点で「電博堂」の部長を務めている。津曲自身も課長まで務め上げていた。ただし企画した商品は電子ゲーム「ひめっち」など何かに似ているものが多い。なお、演じる有田の父は、地元・熊本で広告代理店を営んでいた。
2008年6月、カツ丼フェス考案中に偵察で「つくし食堂」を訪れたことをきっかけに「センキチカフェ」に立ち寄り「岐阜犬」の商品化を思いつく。9月に鈴愛を再訪。「トイギャラクシー」から翌年2月「おしゃべりワンワン」の商品名で発売される見込みとなり、鈴愛が出した従業員として雇うという条件を受け入れ、「岐阜犬」のアイデアを譲渡契約の300万円で買い取る。「おしゃべりワンワン」は20万個の大ヒットをするが、2匹目のドジョウを狙って開発した「土佐猫」は大コケ。大量の在庫と多額の負債を作り、2009年秋に資金繰り不能により倒産。夜逃げして姿を消す。息子の修次郎にはそのことを話せずにいた。
2010年、ふらっと「なんでも作るよオフィス」に戻り、1階にあるカフェ「イコイノバ」でアルバイトを始め、ブルターニュ産のゲランド塩を使った塩ラーメンを売り出す。
2011年2月、「なんでも作るよオフィス」を訪れた修次郎に「スパロウリズム」を経営しそよ風の扇風機を開発している旨嘘をついてたのが引き金となり、遂にはスパロウリズムのパソコンをクラックして開発データを盗み出し、扇風機と一緒に持ち出して大手電機メーカー「帝都電機」に売り出そうとするが、客先で待機中に携帯電話にかかってきた修次郎からの電話の会話中に考えが変わり、未遂に終わる。鈴愛と律に扇風機と開発データを返すとともに土下座して謝り、以後は律の「脅迫」により、スパロウリズムの出資者と製造業者、販売店を募るための営業活動を担当するようになる。
加藤 恵子（かとう けいこ）
演 - 小西真奈美
津曲の妹。
元は専業主婦だった。バレエの経験がある。おひとりさまメーカー「株式会社グリーングリーングリーン」を起業し、シェアオフィスで「ヒットエンドラン」の隣部屋に事務所を構える。
緑色が大好きで、髪の毛、衣服、カバン、オフィスの内装、名刺、使う道具などは全て緑色で、販売している商品も緑色と手触りに拘ったものになっている。また緑についての知識も豊富で夏虫色と同じ名前の夏虫駅のことも知っていた。
津曲と違って堅実に商売を行なっており、本当に必要としてもらう人のために商品を売っている。「幸せのパン グリーンパン」という緑色のパンも作った。
鈴愛や律に起業を勧めたり、ヒットエンドラン倒産後に居場所がなくなった鈴愛に事務所の一角を貸し出して相談にも乗ったりするなど、二人に関わって行く。

### その他の東京の人々
シロウ
演 - 東根作寿英
律・正人のマンションの近所にあって秋風の行きつけでもある、喫茶「おもかげ」のマスター。アフロヘアー。
女性
演 - 高嶋菜七
律と「おもかげ」でデートをしていた女性。
DJ
演 - パパイヤ鈴木
鈴愛たちが行ったディスコ「マハジャロ」のDJ。
医師
演 - 山寺宏一
秋風の掛かりつけである信濃町大学病院の医師。定期検診にて早期の直腸癌を発見した秋風の内視鏡手術を行う。
オヤジ
演 - 角田晃広(東京03)
1995年、秋風ハウスの近所のイルカ公園で、裕子に偽ブランド物の赤いハンドバッグをプレゼントする。
浅葱 洋二（あさぎ ようじ）
演 - 山中崇
裕子の結婚相手。職業は家具の輸入など。青山にオフィスとマンションを所有している。実家は仙台の老舗の有名和菓子屋店「あさぎや」。東京では事業が軌道に乗り、支店を作るために2003年の末に故郷に戻り、仙台の街なかに住む。
堀井
演 - 崎本大海
1999年秋時点で30歳。外資系金融JPゴールドリンチのエグゼクティブディレクターで年収3000万円。裕子に紹介された鈴愛が婚活目的で対面するも、彼のチャラい言動が合わず、鈴愛から身を引く。
東雲
演 - 大方斐紗子
「100円ショップ大納言」の常連客。
ミキ
演 - やしろ優
帽子教室「3月うさぎ」の生徒。
良子
演 - 青山めぐ
1999年秋、田辺を店に訪ねて来る謎の美女。
斑目 賢治
演 - 矢島健一
映画『追憶のかたつむり2』のエグゼクティブプレミアムプロデューサー。2000年春、ITバブル崩壊による主力出資会社「ウーフーエージェント」の出資撤退を、涼次に伝える。映画『名前のない鳥』にも携わる。
佐野 弓子
演 - 若村麻由美
ベストセラー作家。貧しさゆえに大学に行けなかった生い立ちで、出版社近くの喫茶店でアルバイトをするなど虎視眈眈と作家になるチャンスを狙った過去を持つ。業界では自身の作品の実写化を承諾しないことで知られている。祥平の『追憶のかたつむり』のファンで、受賞トロフィーに強い関心を示す。
自著『名前のない鳥』の映画化を2002年初夏に斑目らを通じて依頼され、涼次の脚本を気に入るが、撮りたいと乞う祥平の貪欲さに親近感が沸いたことや、自身の作品の初映画化に箔をつけたい考えから、祥平に監督させる条件で承諾する。2003年末、自著新刊『恋花火』の映画化を計画し、脚本と監督を涼次にオファーするが一旦固辞される。
横田
演 - 渡辺コウジ
佐野を担当する編集者。
岡田
演 - 飯尾和樹(ずん)
通販番組のプロデューサー。2002年初夏、発注先の祥平に、割り切って映像編集するように指示する。
小堺
演 - 大窪人衛
津曲の営む会社「ヒットエンドラン」に勤めるデザイナー。2008年9月、オフィスを下見に来た際、恵子に触発されて将来おひとりさまメーカーになると語る鈴愛に対し、その情熱を称える。
南村 徹司
演 - 山崎樹範
律の西北大学時代の先輩。大手自動車メーカー「トンダ」のロボット開発部から独立。2007年から「なんでも作るよオフィス」に、サザンセンス株式会社の代表取締役として事務所を構える。触覚通信技術を搭載したロボットハンドや、コミュニケーションロボット「マニオン (MANION)」などを開発。3Dプリンターを駆使しており、扇風機の試作品作りをする律にも貸し出す。
早乙女
演 - 川守田政人
菱松電機東京本社の社員。
部下
演 - 大津尋葵
律の、菱松電機東京本社の部下。
中川部長
演 - 奥田達士
律の、菱松電機東京本社の上司。律から退職願を出され、数年後に研究所の課長として戻る可能性があることを告げ、残念だと言う。
修次郎（しゅうじろう）
演 - 荒木飛羽
津曲の息子。両親の離婚後は母に引き取られたが、父とはたびたび連絡を取り合っている。
2010年夏の時点で中学1年生。音声合成技術を使い『神様に似ている』を作曲し動画サイト「musumusu」に投稿している。小学校の頃に遭った突然のいじめが原因で、普段からマスクを着用している。
担任の先生
演 - 谷川清美

灯（あかり）
演 - 梅崎音羽
フルネームは山中灯。花野の通う小学校のクラスメイト。花野が東日本大震災発生直後に失禁をした際に、代わりに雑巾で処理を行い保健室へ案内する。失禁をからかったクラスメイトの男子に対しては鉄拳を見舞うなど、強い正義感も併せ持つ。
クラスメイトの男の子
演 - 木村皐誠
花野のクラスメイトで、失禁を最初に気づき周囲に大声で伝えた。発言を続けたところ、灯に殴られた。

### その他の人々
医師
演 - 眞島秀和
名古屋大学病院の耳鼻咽喉科医師。貴美香の医大時代の後輩。
鈴愛を診察し、流行性耳下腺炎のウイルスが原因で左耳が失聴したと診断する。
小倉 瞳（おぐら ひとみ）
演 - 佐藤江梨子
東京のリゾート会社「青山セントラルリゾート開発」の中途採用契約社員。平成元年の時点で30歳。初めて企画を任されたテーマパーク「ぎふサンバランド」の建設予定地としてふくろう商店街を訪れる。
前職はハウスマヌカンで、その時に鍛えられた営業力と根性で、ふくろう商店街の男性陣を取り込んでいく。しかしバブル崩壊の影響を受け銀行の融資が下りずに「ぎふサンバランド」の計画は頓挫、一人でふくろう商店街を謝罪に回る。
その後は旅行代理店に転職。2008年6月、中学校の修学旅行の下見の帰りに、つくし食堂に寄る。
神崎 トオル（かんざき トオル）
演 - 鈴木伸之
「青山セントラルリゾート開発」の若手正社員。
容姿端麗かつスマートな物腰で晴の心を掴む。
出張時の宿泊先のランクを上げてもらうなど会社からは高待遇を受けているが、仕事に対する意欲が弱く、部長から尻を叩かれている。
「ぎふサンバランド」計画が頓挫した途端、早々に東京へ引き上げる。
部長
演 - 斎藤歩
「青山セントラルリゾート開発」企画営業部の部長。
「ぎふサンバランド」建設計画の住民説明会でふくろう商店街を訪れる。
テレビ番組の声
演 - 原口あきまさ
テレビのねるとん番組の進行役者。
落語（声）
演 - 柳家喬太郎
小林がカセットテープで聞いていた「寿限無」の声。
フリーアナウンサー
演 - 加藤綾子
1989年（平成元年）11月5日に名古屋で開催された、秋風のトークショーの司会者。
ボクテの母（声）
演 - 真山亜子
1992年、漫画家修行やゲイを辞めて実家に帰り、呉服屋の後継や縁談を勧める手紙をボクテに送る。
テレビの声
演 - 神奈月
2002 FIFAワールドカップの、試合中継番組の解説者の声。
小川 友美
演 - 大西礼芳
高校受験日に正人と律が救出した白い柴犬・チロの、元・飼い主。
鏡の声、判定の声
演 - 小野大輔
株式会社ふぎょぎょの「鏡よ鏡」の声、同社のDVD『猿でも出来る美人の攻略法』と『イケメンに慣れるための99のレッスン』の判定の声。
美女
演 - 山崎愛香
株式会社ふぎょぎょのDVD『猿でも出来る美人の攻略法』の出演者。
イケメン
演 - 小柳津林太郎
株式会社ふぎょぎょのDVD『イケメンに慣れるための99のレッスン』の出演者。
医師
演 - 今里真
名古屋にある名北病院の医師で、晴の主治医。淡々とした口調と態度に対し、宇太郎は怒る。
岩堀
演 - 俵木藤汰
埼玉県にある工場、株式会社岩堀製作所の社長。津曲とは旧知の仲。スパロウリズムから扇風機製作の発注を受ける。
カツシ
演 - 吉村界人
岩堀の息子。大学卒業後、岩堀製作所で勤めている。
「そよ風ファン」の出演者
演 - 上杉真由
涼次が撮影した「そよ風ファン」のお披露目会プレゼン用映像の、出演者。
テレビの声
演 - 飛田展男
テレビで東日本大震災を報じるアナウンサー。声のみの出演。

## スタッフ
- 作 - 北川悦吏子
- 音楽 - 菅野祐悟[235]
- 主題歌 - 星野源「アイデア」（SPEEDSTAR RECORDS）[236][237]
- 語り - 風吹ジュン
- 「半分、青い。1週間/5分で半分、青い｡」 - 高橋さとみ（NHKアナウンサー）
- 制作統括 - 勝田夏子[238]
- プロデューサー - 松園武大[238]
- 演出 - 田中健二、土井祥平、橋爪紳一朗[238]
- 広報 - 川口俊介[238][239]
- サブデスク - 宮本えり子[238]
- スケジュール - 長万部敏夫[238]
- 制作演出 - 宇佐川隆史、深川貴志、二見大輔、橋爪國臣、大野陽平、小島東洋、日比谷沙紀[238]
- 制作・演出スタッフ - 伊藤嘉文、三室すみれ、岡本拓大、高鍋遼太郎、齊藤正和、小林大士、三井久弥、関口千佳、始関千鶴、佐藤里帆[238]
- リサーチ - 平井宏江[238]
- 放送事務 - 小林麻里也[238]
- 美術統括 - 丸山純也[238]
- 美術 - 掛幸善、松田努、岩瀬夏緒里、田中理実[238]
- 美術コストマネージャー - 橋立幸絵[238]
- 音響統括 - 島津楽貴[238]
- 音響デザイン - 吉田直矢、柴田なつみ、新井未央[238]
- MAオペレーター - 鷹羽直治[238]
- 音楽録音 - 葛島洋一[238]
- 編集 - 石川真紀子[238]
- 記録 - 武田朝子[238]
- 衣裳 - 澤谷良[240]、上野友聖[238]
- 衣装監修（秋風・菱本） - 宮本まさ江
- 特殊メイク - 江川悦子
- ポスター - 一瀬寛明、屋仁美[238]
- メインポスター制作 - 森本千絵（クリエイティブディレクション）、レスリー・キー（撮影）、高橋亮（デザイン）[241]
- キャストポスター制作 - 金ゆんみ、岩田俊彦[238][242]
- タイトル映像 - くろやなぎてっぺい（演出）、高橋聡（プロデューサー）、川上恵莉子（アートディレクター）、大塚いちお（イラストレーター）、田中健一（デザイナー）、土田祐介（雲素材撮影）[243][244]
- CG制作 - 森江康太[238]
- 劇中スチール - 江森康之[238]
- 時代考証（第1週） - 天野隆子[238]
- 産科考証 - 杉本充弘
- 耳鼻咽喉科考証 - 池園哲郎[238]
- 消化器外科考証 - 杉原健一
- 循環器内科考証 - 猪又孝元
- 経済考証 - 小宮一慶[238]
- ロボット工学考証 - 高西淳夫[238]
- 野鳥考証 - 樋口広芳
- 100円ショップ考証 - 大佐古健吾
- ひとりメーカー考証 - 八木啓太[245][246]
- 3Dプリンター考証 - 田中浩也
- 法律考証 - 津田宏明、飯田豊浩、垣内惠子
- 少女漫画考証 - 佐久間崇[238]
- 劇中漫画原作（秋風） - くらもちふさこ[247]
- 劇中漫画制作（鈴愛） - なかはら・ももた[248]
- 漫画指導 - 川口瑞恵[238]
- 料理指導 - 吉岡秀治[117]
- 英語指導 - 塩屋孔章[249]
- 弓道指導 - 全日本弓道連盟
- ボクシング指導 - 松浦慎一郎
- ピアノ指導 - 林そよか[238]
- 帽子製作指導 - 須田京子
- 茶道指導 - 小澤宗誠
- 仏事指導 - 原口弘之
- アクション指導 - 車邦秀
- 岐阜ことば指導・山田先生 - 尾関伸次[155]
- 絵画製作 - 長友心平[163][250][251]
- 傘デザイン - 林民夫[注 53]
- 資料提供 - 住正徳[252]、トルー[252]、手塚プロダクション、東急エージェンシー、ピープロダクション[注 54]、早稲田大学、深谷直樹、丸山忠作
- 扇風機開発部分 原案 - 寺尾玄[253][254][255]
- 振付 - パパイヤ鈴木[注 49]、北尾亘[注 55]
- 音声解説放送担当 - 松田佑貴

## オープニング
主題歌は星野源の「アイデア」。当楽曲は放映されたTVサイズとフルサイズでリリースされたものとはアレンジが異なっている。
タイトルにちなみ、“青い”空と、雲を用いた映像。
鈴愛と両親が左側、続いて、律とその両親が右側と、クレジットは基本的に定位置（他は下部）。
最後の雲は月替わりで6種類。映像の制作陣は5組ほどの指名コンペによって選ばれた。
最終回のみ、主題歌と出演者クレジットはエンディングに回された。

## エンディング
日替わりで、視聴者から送られた、写真に絵を施したアート作品である「アイデアしゃしん」を紹介した。
最終回のみアイデアしゃしんではなく、撮影終了後の永野芽郁の写真だった。

## 作品に関する評価

### 脚本家・北川悦吏子に対する評価
- 北川は放送開始前に「コメディですよ。めちゃ明るいです。私の作品の中でも最大級に」「私としては、今までで一番のコメディ」と予告していたが、実際には予告とはかけ離れた作品であると指摘されている[261]。
- 本作放送期間中、北川が自身のTwitterにて、描写においての補足解説や、見所を意味する「神回」やストーリーの展開を予告するツイートを頻繁に投稿し[239]、視聴者などから賛否両論の声が上がった[262][263]。作家で五感生活研究所代表の山下柚実は「作品から神を感じとるのは、間違いなく脚本を書いた人ではなくて、視聴者のはず」と述べ、これらの北川の言動について「禁じ手」と評した[264]。また、ライターの佃野デボラは、これらの北川の言動を踏まえ、本作について「『ドラマ本編』『Twitterでの神（北川）による補足説明』『ノベライズ版』『視聴者によるやさしい脳内補完』の4点セットで完結する、まったく新しいタイプのメディアミックス朝ドラ」と皮肉交じりに評価した[265]。
- Twitter上では本作の内容に対する疑問を持ったユーザーにより「#半分白目」というハッシュタグが作られたが、それに対し北川は自身のTwitter上で自身への否定的な意見を見たくないために自らハッシュタグ「#北川プラス」をつけて応援コメントを送ってほしいとツイートした[266]。これは否定的な意見を封じる思惑だったことも述べているが、結局このタグにも否定的な意見が多数寄せられ大荒れした[266]。また、前述のように「神回」発言の連発や批判に対し「平気です」と述べたり、「フォロワーからのコメント・感想を読むのが楽しみでそこから参考にストーリーに取り入れた部分もある」とインタビューで語った[159]上で、意見するユーザーをブロックするなどしたためさらなる批判を受けるなど、騒ぎを多く起こしたことについてNHKからも注意を受けたという[266]。
- Twitterにおいて先述のように自己顕示欲や承認欲求の強さを露呈したことで評価を下げたが[267]、ライターの倉野尾実は、この類のツイートは意図的に行った「炎上商法」と推察している[266][268]。
- 作中に登場するさまざまなエピソードの元ネタについて北川がTwitter上でその都度解説を述べていたが、その内容が「加藤恵子は自身の親友の名前[269]」「2週間に2回振られたのは自身が経験した実話[269]」など殆どが北川自身の経験や身内が元になっていた他、鈴愛が出産日を強引に引き延ばそうとしたシーンや子供の名前が「花野」という点についても「自身の誕生日（12月24日）に合わせるため」「娘の名前に似せた」とされる指摘が上がっており[270]、作品を私物化していると取られる点が多いことから本作を「北川悦吏子劇場」と揶揄する者もいる[269]。
- NHKには本作に対するクレームが多く寄せられているが、その内容は、先述の通り北川が発信するTwitterに対するものに偏っているとNHK関係者が明かしている[271]。NHK『月刊みなさまの声』2018年9月分によると、脚本家のTwitterが視聴者の楽しみを奪っている旨の厳しい意見が167件寄せられた[272]。

### 作品内容に対する評価
- 7月13日金曜日放送の第89回でDREAMS COME TRUEの楽曲「決戦は金曜日」が話題に上り1999年時点で鈴愛が「古い」と述べるシーンがある。これについて、ネット上でファンからショックの声が上がり、DREAMS COME TRUEのメンバーである中村正人はブログにおいて「古い」と評されたことに複雑な思いを綴った[273][274]。
- 人生・怒涛編（第14週 - 第18週）は年月の経過が早く、視聴者らから批判の声が上がった。これについて北川悦吏子はTwitterにてスライス・オブ・ライフの手法で描いているとして反論した[275][276]。
- 8月1日放送の第105回で、花野の5歳の誕生日に涼次が鈴愛に対して突然離婚を切り出し喧嘩に発展、涼次が発した「家族は邪魔」の言葉に鈴愛が逆上して「死んでくれ！」と言い返すシーンが放送された。このセリフについて「朝から聞きたくない」といった批判の声が上がったほか、鈴愛と涼次のどちらに同情するか、インターネット上で物議を醸した[277][278]。
- 9月25日放送の第152回で、いじめを受けていることが発覚した花野に対し鈴愛がすぐ転校することを提案したことや、第78回の時点で漫画家を辞めていたユーコに対し鈴愛が放った「逃げた奴に何が分かる！」との発言と矛盾することに対し批判の声が上がった。また第147回では修次郎が不登校であることを明かした津曲に対する「どうにかなりますよ」との発言にも批判が集まり、いじめや不登校という重い問題を取り扱いながら軽く流していることに疑問の声が上がっている[279]。結果、最終回までにこれらについて解決したかどうか明確には描写されなかった。
- 最終週において東日本大震災のシーンが描かれ、震災によりユーコが亡くなるという展開に対し「震災である必要性が無い」「いわゆる『お涙頂戴』でしかない」と指摘されており、また震災を本作のストーリー上で扱うことについて「震災描写がなおざり」「問題の1つとしてしか扱っていない」「展開が強引すぎる」などと批判されている。第154回ではストーリーや登場人物のセリフにも不自然な点やそれまでに描かれたストーリーとの矛盾が多岐に渡ることから「ご都合主義な展開だ」「自分勝手が過ぎる」と激しい批判を受けている[261][268][280][281]。また、NHK月刊みなさまの声2018年9月分によると、東日本大震災の描き方や看護師の対応についての厳しい意見や疑問が228件寄せられた[272]。
- 木俣冬は、失敗に説得力がなく、ヒロインが早々に見切りをつけており、乗り越えるというテーマに向き合ってないようだと批評した[282]。
- 2018年8月29日付の朝日新聞「文芸時評」のコーナーにおいて、芥川賞作家・東京工業大学大学院教授の磯崎憲一郎は「ほとんど憤りにも近い感情」「芸術が日常生活を脅かすものとして描かれている」「故郷や家族、友人、身の回りの日常を大切にできる人間でなければ、芸術家には成れない」と、作中における芸術家の描かれ方を批判した。
- 主人公の鈴愛について、精神科医の岩波明は、東京新聞夕刊にて連載の「名作で読む発達障害 続主人公たちのカルテ」62（2018年6月29日付掲載）において、ADHD的な特徴が顕著にあると推察した。演じた永野芽郁は、本作クランクアップ後のインタビューで鈴愛を「人間力があふれている人」と好評する一方で「友達にはなりたくない」「友達の友達くらいがいい」と述べた[283]。

### 博多華丸からの評価
- 4月2日から『あさイチ』の新MCに就任したうちの1人である博多華丸は、木曜日に物事が動くことが多いことに着目し、5月24日に「ムービングサーズデイ」と表現した[284]。勝田夏子プロデューサーも、週の最初にピークがあり、真ん中でステージが突然変わる、と分析している[285]。
- その後、『エール』から朝ドラが平日のみになった際、『あさイチ』内で視聴者から華丸に寄せられた「『半分、青い。』の頃からストーリーが動くのは木曜日だったが、放送が週5回になったらどうなるのか?」とのメールに、華丸は「木曜動いて金曜解決じゃないですか」と答えている[286]。
- 6月25日の朝ドラ受け（第73回）の中で華丸は「（律からの鈴愛への突然のプロポーズについて）これはおかしい。オフサイドだ。プロポーズのオフサイドだ」と率直な感想を述べたところ、北川がTwitterに「直接話をしたい」と投稿し、その後対談が設定され9月21日のあさイチにおいて放送された[287]。対談において北川は当該シーンを「もともと律くんは鈴愛にプロポーズしようとして岐阜に帰ってきていたんです」と解説したが、華丸はそこに至るまでの律の感情やプロポーズへの雰囲気が感じられない点など描写不足を指摘し反論した[288]。

### 漫画家たちからの評価
- 鈴愛が漫画家の道を歩む「東京・胸騒ぎ編」においては、視聴した実際の漫画家たちの反論や複雑な心境などがTwitterに投稿された[289][290][291][292][293][294]。
- 海野つなみは、2018年8月1日付朝日新聞デジタル掲載のインタビューにおいて、例えば鈴愛が漫画の師匠である秋風に暴言を吐く場面については、鈴愛は謝らず、周囲も止めず、鈴愛の心情を補足する描写も無い。楽しく視聴する中でそのような描写に感情移入ができない旨を述べ「穴が引っかかる」と表現。また優劣をつける場面についても、少し古い価値観のままではないかという心配があると指摘した。一方で、先が読めない面白さがあり、雰囲気づくりの上手さと言葉の力があることを評価し、変な方向へ行くことなく、最後まで、みんなが突っ込みつつも楽しめる作品であってくれたらいいと期待を寄せた[295]。
- 二ノ宮知子は、作中における鈴愛とユーコの「漫画に打ち込み私生活を犠牲にしている」という趣旨のセリフに対し、Twitter上で自身は下積み時代から頻繁に飲み歩いていたことやプライベートを充実させていたことを述べ、作中の描写について「最初から漫画はそこそこで遊んでいればよかったのに」と自身の経験をもとに批評した[296]。
- くらもちふさこは、自身のスランプ時期を回想し、鈴愛には漫画家を辞めてほしくなかったと述べた[297]。

### 高評価
- 批判の声とは裏腹に、20%以上の視聴率を獲得している（ビデオリサーチ調べ、関東地区・世帯・リアルタイム）ことについて、コラムニストでテレビ解説者の木村隆志は、年月の経過については1990年代前半に流行した展開の早さと大きさで感情を上下動させる「ジェットコースタードラマ」を彷彿し、加えて主人公の故郷の人々の人気が高く、彼らへの期待が高視聴率に荷担していると分析した[298]。上智大学教授で元日本テレビディレクターの水島宏明は、主役を務めた永野芽郁の演技を好評し、特に目の演技が一喜一憂させ視聴者を惹きつけたと推察した[299]。
- 先述のとおり賛否両論を巻き起こした本作だが、週刊エンタテインメントビジネス誌『コンフィデンス』が調査した本作を視聴した女性を対象にしたアンケートによると、7割強が本作を「新しい朝ドラ」だと実感している結果となった[300]。

### NHKみなさまの声
- 視聴者から寄せられた意見「NHK みなさまの声にお応えします」によれば、11,179件の意見が寄せられたと公表している。その内好評意見が8.2%・厳しい意見が31.6%であったとしており、好評意見が10%にも満たず、好評意見に対し厳しい意見が3.8倍程度多く投稿された。これは直前の『わろてんか』が13.5%対25.2%（1.9倍程度）だったことや、以降の作品が軒並み好評意見が10%以上で厳しい意見との差が2倍以内（2020年後期『おちょやん』は約2.2倍）であることを踏まえるとかなり評価が低かったことがうかがえる。これを下回るのは好評意見7.8%・厳しい意見41.7%、差が約5.3倍と大きな批判を浴びた2022年前期の『ちむどんどん』までなかった[301][302]。

## 放送日程
- 週ごとのサブタイトルには、『○○（し）たい！』というタイトルがついている[303]。

| 週                                                                        | 回        | 放送日            | サブタイトル     | 演出                | 週平均視聴率 |
| ------------------------------------------------------------------------- | --------- | ----------------- | ---------------- | ------------------- | ------------ |
| 1                                                                         | 01 - 06   | 4月02日 - 4月07日 | 生まれたい！     | 田中健二            | 20.1%        |
| 2                                                                         | 07 - 012  | 4月09日 - 4月14日 | 聞きたい！       | 田中健二            | 20.0%        |
| 3                                                                         | 013 - 018 | 4月16日 - 4月21日 | 恋したい！       | 田中健二            | 19.8%        |
| 4                                                                         | 019 - 024 | 4月23日 - 4月28日 | 夢見たい！       | 土井祥平            | 19.6%        |
| 5                                                                         | 025 - 030 | 4月30日 - 5月05日 | 東京、行きたい！ | 土井祥平            | 18.5%        |
| 6                                                                         | 031 - 036 | 5月07日 - 5月12日 | 叫びたい！       | 田中健二            | 19.8%        |
| 7                                                                         | 037 - 042 | 5月14日 - 5月19日 | 謝りたい！       | 土井祥平            | 20.1%        |
| 8                                                                         | 043 - 048 | 5月21日 - 5月26日 | 助けたい！       | 橋爪紳一朗          | 20.8%        |
| 9                                                                         | 049 - 054 | 5月28日 - 6月02日 | 会いたい！       | 田中健二            | 20.2%        |
| 10                                                                        | 055 - 060 | 6月04日 - 6月09日 | 息がしたい！     | 土井祥平            | 20.2%        |
| 11                                                                        | 061 - 066 | 6月11日 - 6月16日 | デビューしたい！ | 橋爪紳一朗          | 21.2%        |
| 12                                                                        | 067 - 072 | 6月19日 - 6月23日 | 結婚したい！     | 田中健二            | 21.6%        |
| 13                                                                        | 073 - 078 | 6月25日 - 6月30日 | 仕事が欲しい！   | 田中健二 橋爪紳一朗 | 21.3%        |
| 14                                                                        | 079 - 084 | 7月02日 - 7月07日 | 羽ばたきたい！   | 田中健二            | 22.3%        |
| 15                                                                        | 085 - 090 | 7月09日 - 7月14日 | すがりたい！     | 橋爪紳一朗          | 21.9%        |
| 16                                                                        | 091 - 096 | 7月16日 - 7月21日 | 抱きしめたい！   | 田中健二            | 21.3%        |
| 17                                                                        | 097 - 102 | 7月23日 - 7月28日 | 支えたい！       | 深川貴志            | 21.5%        |
| 18                                                                        | 103 - 108 | 7月30日 - 8月04日 | 帰りたい！       | 深川貴志            | 21.2%        |
| 19                                                                        | 109 - 114 | 8月06日 - 8月11日 | 泣きたい！       | 橋爪紳一朗          | 21.4%        |
| 20                                                                        | 115 - 120 | 8月13日 - 8月19日 | 始めたい！       | 土井祥平            | 21.2%        |
| 21                                                                        | 121 - 126 | 8月20日 - 8月26日 | 生きたい！       | 橋爪國臣 田中健二   | 22.2%        |
| 22                                                                        | 127 - 132 | 8月27日 - 9月01日 | 何とかしたい！   | 橋爪紳一朗          | 22.3%        |
| 23                                                                        | 133 - 138 | 9月03日 - 9月08日 | 信じたい！       | 土井祥平            | 22.2%        |
| 24                                                                        | 139 - 144 | 9月10日 - 9月15日 | 風を知りたい！   | 二見大輔            | 22.1%        |
| 25                                                                        | 145 - 150 | 9月17日 - 9月22日 | 君といたい！     | 宇佐川隆史 田中健二 | 21.9%        |
| 26                                                                        | 151 - 156 | 9月24日 - 9月29日 | 幸せになりたい！ | 田中健二            | 22.8%        |
| 期間平均視聴率：21.1%（ビデオリサーチ調べ、関東地区・世帯・リアルタイム） |           |                   |                  |                     |              |

### 放送日程変更
- 4月4日（総合・再放送）：第90回記念選抜高等学校野球大会決勝を中継するため、12時15分 - 12時30分に変更（30分繰り上げ）。
- 4月14日（総合・一週間総集編）：21時30分 - 21時50分に変更（本放送の前座枠）
- 5月20日（総合・一週間総集編）：11時8分 - 11時28分に変更（8分繰り下げ）
- 6月18日 - 19日（総合・本放送・再放送）：大阪府北部地震に伴う非常報道体制のために、以下の通り移動。 
  - 18日：放送開始直前の7時58分に地震が発生した（緊急地震速報発令）のに伴い、67回本放送・再放送ともに急遽中止。
  - 19日：第67回本放送を8時 - 8時15分に1日遅れで放送、第68回本放送を8時15分 - 8時30分に15分繰り下げで放送。第67回再放送を12時45分 - 13時に1日遅れで放送、第68回再放送を13時 - 13時15分に15分繰り下げて放送。
- 6月23日（総合・再放送）：沖縄全戦没者追悼式〈12時15分 - 12時46分〉中継の延長のため、12時46分 - 13時1分に変更（1分繰り下げ）。
- 6月24日（総合・一週間総集編）：11時8分 - 11時28分に変更（8分繰り下げ）
- 7月15日（総合・一週間総集編）：11時13分 - 11時33分に変更（13分繰り下げ）
- 7月29日（総合・一週間総集編）：11時34分 - 11時54分に変更（34分繰り下げ）
  - 台風情報を中心としたローカルニュース放送のため、翌30日1時5分 - 1時25分に振替放送を行った地域がある。
- 8月6日（総合・一週間総集編）：『第100回全国高等学校野球選手権記念大会』中継のため、1時5分 - 1時25分に変更（翌月曜未明に繰り下げ、一部地域では別時間で放送）。
- 8月6日（総合・本放送）：広島平和記念式典中継のため、中国地方では7時45分 - 8時（15分繰り上げ）、その他の地域では8時38分 - 8時53分（38分繰り下げ）に変更。
- 8月13日（総合・一週間総集編）：『第100回全国高等学校野球選手権記念大会』中継のため、1時5分 - 1時25分に変更（翌月曜未明に繰り下げ、一部地域では別時間で放送）。
  - なお、翌週も19日分の総集編が中継により中止された場合、20日未明の同時間に繰り下げられる可能性があったが、大会が順調に進み19日が準決勝前の休養日になったため、繰り下げられなかった。
- 9月6日 - 7日（総合・本放送・再放送）：北海道胆振東部地震に伴う非常報道体制のために、以下の通り移動。 
  - 6日：3時8分の地震発生に伴い、第136回本放送・再放送ともに中止。
  - 7日：第136回本放送を8時 - 8時15分に1日遅れで放送、第137回本放送を8時15分 - 8時30分に15分繰り下げで放送。第136回再放送を12時45分 - 13時に1日遅れで放送、第137回再放送を13時 - 13時15分に15分繰り下げて放送。

### 総集編
- 前編（第1週 - 第14週）
  - NHK総合（2018年7月18日、7月28日）[330][注 57]
  - NHK BSプレミアム（2018年7月29日）
- 前編（第1週 - 第14週） / 後編（第15週 - 第26週）
  - NHK総合（2018年10月8日、12月31日）[331]
  - NHK BSプレミアム（2018年10月28日）[331]

### 他局による再放送
2024年10月8日から2025年4月15日までBS11で毎週火曜19時 - 20時53分に6回分連続で放送。

## 関連番組・総集編

### 関連番組
- もうすぐ『半分、青い。』（NHK総合、2018年3月21日）
- 10分でわかる『半分、青い。』（NHK総合、2018年3月21日）
- 15分でわかる『半分、青い。』（NHK総合、2018年3月31日）
- 土曜スタジオパーク in岐阜「“半分、青い。”特集」（NHK総合、2018年4月28日）
- まだ間に合う『半分、青い。』（NHK総合、2018年4月28日）
- いよいよ最終章!「半分、青い。」（NHK総合、2018年9月1日）

## ドラマの影響
岐阜県の東濃、可児6市の商工会議所などでつくるツーリズム東美濃協議会は、「半分、青い。」の放映による2018年度の東美濃地域を中心とする県内への経済波及効果は約32億7千万円との試算を発表した
。

## 関連商品
- オリジナルフレーム切手「連続テレビ小説 半分、青い。」（2018年6月1日から、一部の簡易郵便局を除く岐阜県内の計355郵便局・Webで発売）[334]
- かもめーる（2018年7月2日から、岐阜県内の郵便局で発売）[335]

### 書籍

#### ノベライズ本
北川 悦吏子 / 著、前川 奈緒 / ノベライズ
- 半分、青い。上（文春文庫）（文藝春秋、2018年5月10日）ISBN 978-4-16-791064-8
- 半分、青い。下（文春文庫）（文藝春秋、2018年8月03日）ISBN 978-4-16-791117-1

#### コミカライズ本
北川 悦吏子 / 著、村田順子 / コミカライズ
- 半分、青い。1（KADOKAWA、2018年12月7日）ISBN 978-4-04-065221-4
- 半分、青い。2（KADOKAWA、2019年1月8日）ISBN 978-4-04-065319-8

#### ドラマガイド
- 連続テレビ小説 半分、青い。Part1（NHKドラマ・ガイド）（NHK出版、2018年3月26日）ISBN 978-4-14-923583-7
- 連続テレビ小説 半分、青い。Part2（NHKドラマ・ガイド）（NHK出版、2018年7月25日）ISBN 978-4-14-923584-4

#### ムック
- 連続テレビ小説 半分、青い。ファンブック（洋泉社 2018年8月31日）ISBN 978-4-80-031526-7
- 半分、青い。 メモリアルブック (ステラMOOK)（NHKサービスセンター 2018年9月14日）ISBN 978-4-87-108135-1

#### フォトブック
- 「永野芽郁 in 半分、青い。」PHOTO BOOK（東京ニュース通信社、2018年4月2日）ISBN 978-4-86-336750-0、ISBN 978-486336759-3（Amazon.co.jp 限定版）
- 「佐藤健 in 半分、青い。」PHOTO BOOK（東京ニュース通信社、2018年9月5日）ISBN 978-4-86-336812-5
- 連続テレビ小説「半分、青い。」LAST PHOTO BOOK（東京ニュース通信社、2018年9月5日）ISBN 978-4-86-336810-1

#### スピンオフ
- 秋風羽織の教え 人生は半分、青い。（マガジンハウス 2018年9月6日）ISBN 978-4-83-873020-9
- 連続テレビ小説『半分、青い。』スピンオフ漫画 半分、青っぽい。（なかはら・ももた著 扶桑社 2018年9月12日）ISBN 978-4-59-408035-8

### 音楽商品
| NHK連続テレビ小説「半分、青い。」オリジナル・サウンドトラック | NHK連続テレビ小説「半分、青い。」オリジナル・サウンドトラック | NHK連続テレビ小説「半分、青い。」オリジナル・サウンドトラック | NHK連続テレビ小説「半分、青い。」オリジナル・サウンドトラック | NHK連続テレビ小説「半分、青い。」オリジナル・サウンドトラック | NHK連続テレビ小説「半分、青い。」オリジナル・サウンドトラック |
| --- | --- | --- | --- | --- | --- |
| 01. Half of the Sky 02. Clearing Up 03. スズメのテーマ 04. やってまった! 05. まだ見ぬ世界を描く 06. 恋のさえずり 07. ゾートロープの光の小人0 8. ちっちゃいリツ 09. ストレンジャー 10. 青空に小さな翼 | 01. Half of the Sky 02. Clearing Up 03. スズメのテーマ 04. やってまった! 05. まだ見ぬ世界を描く 06. 恋のさえずり 07. ゾートロープの光の小人0 8. ちっちゃいリツ 09. ストレンジャー 10. 青空に小さな翼 | 11. Rain Drops 12. Floating Clouds0 13. 飛べない日 14. 七転び八起き 15. 羽根のゆがみ 16. ふぎょぎょ! 17. つけ耳 18. リツ 19. 母と娘 20. 秋風羽織 | 11. Rain Drops 12. Floating Clouds0 13. 飛べない日 14. 七転び八起き 15. 羽根のゆがみ 16. ふぎょぎょ! 17. つけ耳 18. リツ 19. 母と娘 20. 秋風羽織                                                                                                 | 21. 作戦 22. ん??? 23. 半分､消える 24. つくし食堂の人々0 25. ハードル・クリア 26. 幼なじみの絆 27. 旅立つあなたへ 28. 故郷 | 21. 作戦 22. ん??? 23. 半分､消える 24. つくし食堂の人々0 25. ハードル・クリア 26. 幼なじみの絆 27. 旅立つあなたへ 28. 故郷 |
| 2018年6月6日発売（ソニー・ミュージックエンタテインメント）SICX-30057 | | | | | |
| | | | | | |
| NHK連続テレビ小説「半分、青い。」オリジナル・サウンドトラック2 | | | | | |
| 01. スズメ・ウィル・ロックユー 02. インスピレーション 03. I am AKIKAZE 04. 東京の奇妙な人々 05. TOKYO 90's 06. カケアミの向こう側 07. 作戦 しっとりver. 08. 守るため 09. SUPER SPARROW 10. 脳内お花畑 | 01. スズメ・ウィル・ロックユー 02. インスピレーション 03. I am AKIKAZE 04. 東京の奇妙な人々 05. TOKYO 90's 06. カケアミの向こう側 07. 作戦 しっとりver. 08. 守るため 09. SUPER SPARROW 10. 脳内お花畑 | 11. 炭水化物要員 12. 7月7日の絆 13. リツ スローver. 14. 上京してるくせに方言使うヤツ 15. ハテナ? 16. リョウジ 17. インスピレーション スズメver. 18. MOTHER 19. 別れの予感 20. 空の向こうのあなたへ | 11. 炭水化物要員 12. 7月7日の絆 13. リツ スローver. 14. 上京してるくせに方言使うヤツ 15. ハテナ? 16. リョウジ 17. インスピレーション スズメver. 18. MOTHER 19. 別れの予感 20. 空の向こうのあなたへ                                               | 21. シェアオフィスの起業家たち 22. 遠雷 23. 岐阜犬 24. カンちゃん 25. 母として・・・ 26. 背に腹は変えられぬ! 27. ひとりメーカー 28. スパロウリズム 29. アイデア ポップver.                                                                           | 21. シェアオフィスの起業家たち 22. 遠雷 23. 岐阜犬 24. カンちゃん 25. 母として・・・ 26. 背に腹は変えられぬ! 27. ひとりメーカー 28. スパロウリズム 29. アイデア ポップver.                                                                           |
| 2018年8月22日発売（ソニー・ミュージックエンタテインメント）SICX-30059 | | | | | |
| | | | | | |
| NHK連続テレビ小説「半分、青い。」オリジナル・サウンドトラック3 | | | | | |
| 01. 母と娘 スモールver. 02. 母と娘 ピアノver. 03. ほんとは、おひとよし? 04. 4バカが行く! 05. すてきな奥さん 06. セレブざます 07. サンバランド 08. I am the Rule 09. 無力感 10. 焦り 11. 重圧 | 01. 母と娘 スモールver. 02. 母と娘 ピアノver. 03. ほんとは、おひとよし? 04. 4バカが行く! 05. すてきな奥さん 06. セレブざます 07. サンバランド 08. I am the Rule 09. 無力感 10. 焦り 11. 重圧 | 12. 全力ダッシュ 13. ショック 14. 大ピンチ! 15. オフィス・ティンカーベルの日常 16. メッセージ 17. 故郷 パート2 （萩尾律） 18. しあわせなゆめの終わり 19. 嵐の空を飛ぶ 20. インスピレーション スズメver. パート2 21. 五平餅 22. 職人気質 | 12. 全力ダッシュ 13. ショック 14. 大ピンチ! 15. オフィス・ティンカーベルの日常 16. メッセージ 17. 故郷 パート2 （萩尾律） 18. しあわせなゆめの終わり 19. 嵐の空を飛ぶ 20. インスピレーション スズメver. パート2 21. 五平餅 22. 職人気質          | 23 心の傷 24. MISSION!! 25. 100円ショップ・大納言 26. Half of the Sky ピアノver. 27. Half of the Sky ピアノ シンプルver. 28. Half of the Sky ハーモニカver. 29. スズメのテーマ 心情ver. 30. 父と息子 31. アラフォー 32. 出戻り 33. MOTHER ピアノver. | 23 心の傷 24. MISSION!! 25. 100円ショップ・大納言 26. Half of the Sky ピアノver. 27. Half of the Sky ピアノ シンプルver. 28. Half of the Sky ハーモニカver. 29. スズメのテーマ 心情ver. 30. 父と息子 31. アラフォー 32. 出戻り 33. MOTHER ピアノver. |
| 2018年9月12日発売（デジタル配信） | | | | | |
| | | | | | |
| NHK連続テレビ小説「半分、青い。」お楽しみ劇中音楽集 | | | | | |
| 01. 「大納言」テーマ曲 （MAYUKO） 02. LA・LA・LA LOVE SONG(劇中ドラマ「ロングバージョン」より) （ハセガワダイスケ） 03. ゾートロープの小人 （眞鍋昭大） 04. 仙吉さん （眞鍋昭大） 05. 神様に似ている （ハセガワダイスケ） | | | | | |
| 2018年9月12日発売（デジタル配信） | | | | | |
| | | | | | |
| NHK連続テレビ小説「半分、青い。」ソングブック すずめのうた | | | | | |
| 01. 青い珊瑚礁 / 松田聖子 02. 魅せられて 〜エーゲ海のテーマ〜 / ジュディ・オング 03. 学生街の喫茶店 / ガロ 04. SACHIKO / ばんばひろふみ 05. ランバダ / 石井明美 06. 勇気のしるし〜リゲインのテーマ〜 / 牛若丸三郎太 07. ユー・メイ・ドリーム / シーナ&ザ・ロケッツ 08. 恋におちて -Fall in love- / 小林明子 09. あの素晴しい愛をもう一度 / 加藤和彦と北山修 | 01. 青い珊瑚礁 / 松田聖子 02. 魅せられて 〜エーゲ海のテーマ〜 / ジュディ・オング 03. 学生街の喫茶店 / ガロ 04. SACHIKO / ばんばひろふみ 05. ランバダ / 石井明美 06. 勇気のしるし〜リゲインのテーマ〜 / 牛若丸三郎太 07. ユー・メイ・ドリーム / シーナ&ザ・ロケッツ 08. 恋におちて -Fall in love- / 小林明子 09. あの素晴しい愛をもう一度 / 加藤和彦と北山修 | 01. 青い珊瑚礁 / 松田聖子 02. 魅せられて 〜エーゲ海のテーマ〜 / ジュディ・オング 03. 学生街の喫茶店 / ガロ 04. SACHIKO / ばんばひろふみ 05. ランバダ / 石井明美 06. 勇気のしるし〜リゲインのテーマ〜 / 牛若丸三郎太 07. ユー・メイ・ドリーム / シーナ&ザ・ロケッツ 08. 恋におちて -Fall in love- / 小林明子 09. あの素晴しい愛をもう一度 / 加藤和彦と北山修 | 10. TRUTH / THE SQUARE 11. Runner / 爆風スランプ 12. Sobani Iteyo / AMI 13. 決戦は金曜日 / DREAMS COME TRUE 14. Yes-No / オフコース 15. 世界でいちばん熱い夏 / プリンセス プリンセス 16. この広い野原いっぱい / 森山良子 17. ふるさと / 菅野祐悟 | 10. TRUTH / THE SQUARE 11. Runner / 爆風スランプ 12. Sobani Iteyo / AMI 13. 決戦は金曜日 / DREAMS COME TRUE 14. Yes-No / オフコース 15. 世界でいちばん熱い夏 / プリンセス プリンセス 16. この広い野原いっぱい / 森山良子 17. ふるさと / 菅野祐悟     | 10. TRUTH / THE SQUARE 11. Runner / 爆風スランプ 12. Sobani Iteyo / AMI 13. 決戦は金曜日 / DREAMS COME TRUE 14. Yes-No / オフコース 15. 世界でいちばん熱い夏 / プリンセス プリンセス 16. この広い野原いっぱい / 森山良子 17. ふるさと / 菅野祐悟     |
| 2018年8月22日発売（ソニー・ミュージックダイレクト / GT music）MHCL-30537 | | | | | |

## その他
- これまで平日の朝ドラ再放送枠の後座番組は『NHKニュース』となっていたが、本作開始時より『ごごナマ』（2018年4月から放送時間変更[340]）に接続する形に変更[341]。これに伴い、『NHKニュース』に移るまでの『ごごナマ』冒頭1分で、「朝ドラ受け」「昼ドラ受け」（MC陣・ゲストによる感想）を行う場合も出てきた[342][343]。また、本作に出演する俳優が13時台トークコーナー「おしゃべり日和」のゲストの場合は、朝ドラとリンクさせた演出を行うことが恒例。
- これまで（2011年4月9日 - 2018年3月24日）土曜の朝ドラ本放送枠の後座番組は生放送の『週刊ニュース深読み』となっていたが、4月14日より『チコちゃんに叱られる!』の再放送に代わった[344]。
- COMIC BRIDGE online 限定配信（ComicWalker）として、コミカライズ版が公開された（漫画：村田順子）[345]。
- 劇中に登場する扇風機の開発エピソードは、バルミューダ製の扇風機「グリーンファン」の開発話を原案にしている[253][254][255]。
- NHKアーカイブスのサイトの「著名人レコメンド」は歌広場淳（ゴールデンボンバー）と土佐信道（明和電機）が担当した[346]。
- 18歳の鈴愛が就職面接で不合格になった会社の名前には全て2012年度以降の朝ドラの主人公の名字が入っている。その会社の社名と、モチーフとなった人物の名前および作品は以下の通り[98]。
- 五平餅店は岐阜県恵那市岩村町の重要伝統的建造物群保存地区・岩村町本通りにある1980年8月開業の五平餅店「みはら」がロケ地となったが、2024年5月12日に閉店することになった[347]。

| 社名                 | モチーフとなった人物（作品名/放送期間） |
| -------------------- | --------------------------------------- |
| 下村医療器           | 下村梅子（梅ちゃん先生/2012前）         |
| 狩野旅館             | 狩野純（純と愛/2012後）                 |
| 天野海産             | 天野アキ（あまちゃん/2013前）           |
| レストランにしかど   | 西門め以子（ごちそうさん/2013後）       |
| 村岡書店             | 村岡花子（花子とアン/2014前）           |
| 亀山飲料販売サービス | 亀山政春・エリー夫妻（マッサン/2014後） |
| 津村食品             | 津村希（まれ/2015前）                   |
| 白岡信用金庫         | 白岡あさ（あさが来た/2015後）           |
| コバシ印刷           | 小橋常子（とと姉ちゃん/2016前）         |
| 坂東織物工業         | 坂東すみれ（べっぴんさん/2016後）       |
| 谷田部精工           | 谷田部みね子（ひよっこ/2017前）         |
| 藤岡企画             | 藤岡てん（わろてんか/2017後）           |

### 北川悦吏子の過去作品との関連
- ヒロインの名前・鈴愛は、映画『新しい靴を買わなくちゃ』の八神鈴愛と同じ。岩井俊二から、これは脇役の名前ではないと言われたことなどから、いつかスズメというヒロインのドラマを書かなくてはと思っていたという。また、秋風羽織の秋風は、ドラマ『三つの月』の秋風蒼太と同姓という指摘がある[168]。
- 鈴愛の漫画『一瞬に咲け』は、ドラマ『運命に、似た恋』の登場人物、つぐみとカメ子の設定を踏襲している[注 12]。第72回の鈴愛の服の有名ブランド「レダハー」も、同作で登場した架空のもの[348]。
- 1996年のドラマ『ロングバケーション』を髣髴とさせる劇中ドラマ『Long Version』が第65回内にあった[143]。また、第87回で涼次が弾き語りした曲の一つは、同作の挿入歌『Sobani Iteyo』（AMI with CAGNET）である[349][350]。
- 『月が屋根に隠れる』の秋風による表紙は、ドラマ『オレンジデイズ』のノベライズ本の表紙（くらもちふさこによる絵）と同じものを用いている[351]。
- 第84回において読まれた詩（『追憶のかたつむり2』のファーストシーンのナレーション）は、北川がTAKUROに依頼されて書き、2003年のGLAYのライブで小泉今日子が読んだものを、ベースとしている（「だけど」を「でも」に変更）[352]。